# Residenza ufficiale
Una residenza ufficiale è la residenza dei capi di Stato, dei capi del governo, dei governatori o di altre figure che svolgono un ruolo importante in uno Stato. Di solito si tratta dello stesso luogo in cui svolgono le loro funzioni.

## Africa

### Algeria
- Palazzo d'El Mouradia (Palazzo Presidenziale)

### Angola
- Palazzo Presidenziale (Presidente)

### Benin
- Palazzo Presidenziale

### Botswana
- State House (Presidente)

### Burkina Faso
- Palazzo Presidenziale

### Burundi
- Palazzo Presidenziale

### Camerun
- Palazzo dell'Unità (Presidente)

### Capo Verde
- Palazzo Presidenziale

### Repubblica Centrafricana
- Palazzo Presidenziale

### Ciad
- Palazzo Presidenziale

### Isole Comore
- Palazzo Presidenziale

### Repubblica Democratica del Congo
- Palazzo Presidenziale Kinshasa
- Kinshasa Brazzaville

### Costa d'Avorio
- Le Palais de la Présidence (Presidente)

### Egitto
- Palazzo 'Abidin (Presidente)
- Ras Al-Teen Palace (Presidente)
- Koubbeh Palace (Ospiti illustri)

#### Ex residenza
- Palazzo Montaza (Re, oggi trasformato in albergo di lusso)
- Ras el-Tin Palace (Re, ex palazzo)

### Eritrea
- Palazzo Presidenziale

### Etiopia
- Palazzo Nazionale (Presidente)

### Gabon
- Palazzo Presidenziale

### Gambia
- State House (Presidente)

### Ghana
- Osu Castle ex residenza (Presidenziale)
- Golden Jubilee House attuale residenza (Presidenziale)

### Gibuti
- Palazzo Presidenziale

### Guinea
- Palazzo Presidenziale
- Villa Syli (Ospiti illustri)

#### Ex residenza
- Belle Vue (demolita; ex residenza estiva del Presidente)

### Guinea-Bissau
- Palazzo Presidenziale

### Guinea Equatoriale
- Palazzo Presidenziale

### Kenya
- State House (Presidente)

### Lesotho
- Royal Palace (Re del Lesotho)

### Liberia
- Executive Mansion (Presidente)

### Madagascar
- Palazzo Presidenziale

### Malawi
- Sanjika Palace (Presidente)

### Mali
- Palazzo Presidenziale

### Marocco
- Dâr-al-Makhzen di Rabat

### Mauritania
- Palazzo Presidenziale

### Mauritius
- Le Réduit (Presidente)

### Mozambico
- Palácio da Ponta Vermelha (Presidente)

### Namibia
- State House (Presidente)

### Niger
- Palazzo Presidenziale

### Nigeria
- ASO ROCK

### Ruanda
- Palazzo Presidenziale

### São Tomé e Príncipe
- Palazzo Presidenziale

### Senegal
- Palai de la Republique (Presidente)

### Seychelles
- State House (Presidente)

### Sierra Leone
- State House (Presidente)

### Somalia
- Villa Somalia (Presidente)

### Sudafrica
- Groote Schuur (Presidente)

#### Provincia
- Leeuwenhof (Presidenti del Western Cape)

#### Ex Province
- Provincia del Capo:
Government House (attualmente adibita a uffici del Primo Ministro)
- Transvaal:
Government House (Luogotenente Generale)
- Natal:
Government House (Luogotenente-Governatore)
- Orange Free State:
Government House (Governatore)

### Sudan
- Palazzo Presidenziale

### eSwatini
- Palazzo di Stato di Embo (Re)
- Palazzo Lozitha (Re)

### Tanzania
- State House (Presidente)

### Togo
- Palazzo Presidenziale

### Tunisia
- Palazzo della Repubblica

### Uganda
- State House (Presidente)

### Zambia
- State House (Presidente)

### Zimbabwe
- State House (Presidente)

## America

### Caraibi

#### Antigua
- Government House (Governatore)

#### Bahamas
- Government House (Governatore)

#### Barbados
- State House (Presidente)
- Ilaro Court (Primo ministro)

#### Dominica
- Government House (Presidente)

#### Repubblica Dominicana
- Palacio Nacional, Dominican Republic (Presidente)

#### Giamaica
- Government House (Governatore)
- Vale Royal (Primo ministro)

#### Grenada
- Government House (Governatore)

#### Haiti

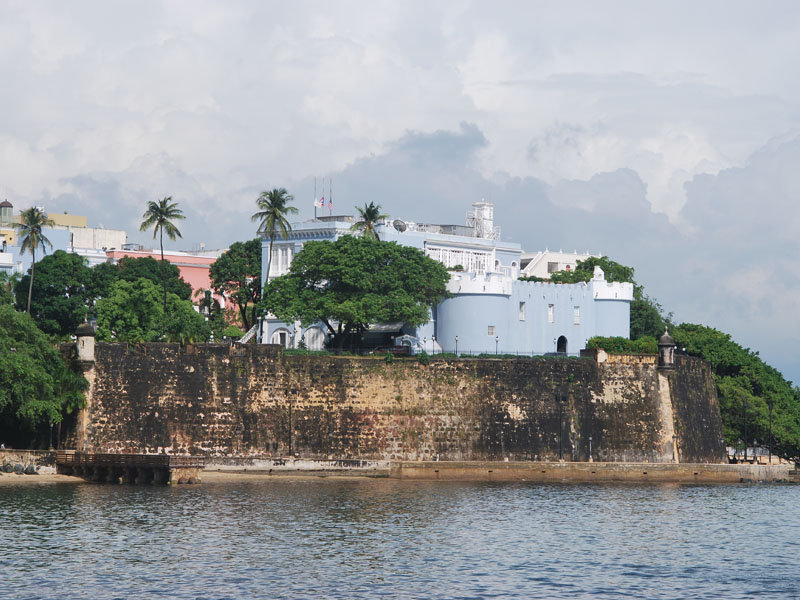
La Fortaleza, San Juan, Porto Rico

- Presidential Palace

#### Porto Rico
- La Fortaleza (o Palazzo di Santa Catalina) (Governatore)

#### Saint Kitts e Nevis
- Government House (Governatore)

#### Saint Lucia
- Government House (Governatore)

#### Saint Vincent e Grenadine
- Government House (Governatore)

#### Trinidad e Tobago
- President's House
- Whitehall (Primo ministro)

### Nord America

#### Belize
- Belize House (Governatore)

##### Ex
- Government House (Ex residenza del Governatore; attualmente residenza di capi di Stato ospiti e Museo della Cultura)

#### Canada
- Government Houses of Canada Primo ministro

##### Federale
- Rideau Hall (Governatore)
- Citadelle de Québec (Governatore) Québec
- 24 Sussex Drive (Primo ministro)
- Harrington Lake
- Stornoway (residenza del capo dell'opposizione)
- The Farm, Gatineau Park (Presidente della Camera dei Deputati)
- 7 Rideau Gate (Visita Capi di Stato stranieri)

###### Ex Federale
- Hatley Castle

##### Province
- Columbia Britannica:
Government House (Lieutenant Governor)
- Manitoba:
Government House (Lieutenant Governor)
- Nuovo Brunswick:
Old Government House (Lieutenant Governor)
- Nuova Scozia:
Government House (Lieutenant Governor)
- Isola del Principe Edoardo:
Government House (Lieutenant Governor)
- Terranova e Labrador:
Government House (Lieutenant Governor)

*Le province di Alberta, Saskatchewan, e Ontario non hanno una residenza ufficiale per i loro Governatori.

###### Ex Province
- Alberta:
Government House (Lieutenant Governor, formerly; kept for official government functions)
- Ontario:
Government House (Lieutenant Governor, formerly; demolished)
- Québec:
Government House (Lieutenant Governor, formerly; destroyed by fire)
- Saskatchewan:
Government House (Lieutenant Governor, formerly; kept as offices of the Lieutenant Governor, and for official government functions)

#### Costa Rica
- Casa Presidencial, Costa Rica (Presidente)

#### El Salvador
- Casa Presidencial, anche detta Casa Blanca (Presidente)

#### Guatemala
- Casa Presidencial

#### Honduras
- Palacio "José Cecilio del Valle" (President)

#### Messico
- Los Pinos, (Presidente)

##### Ex

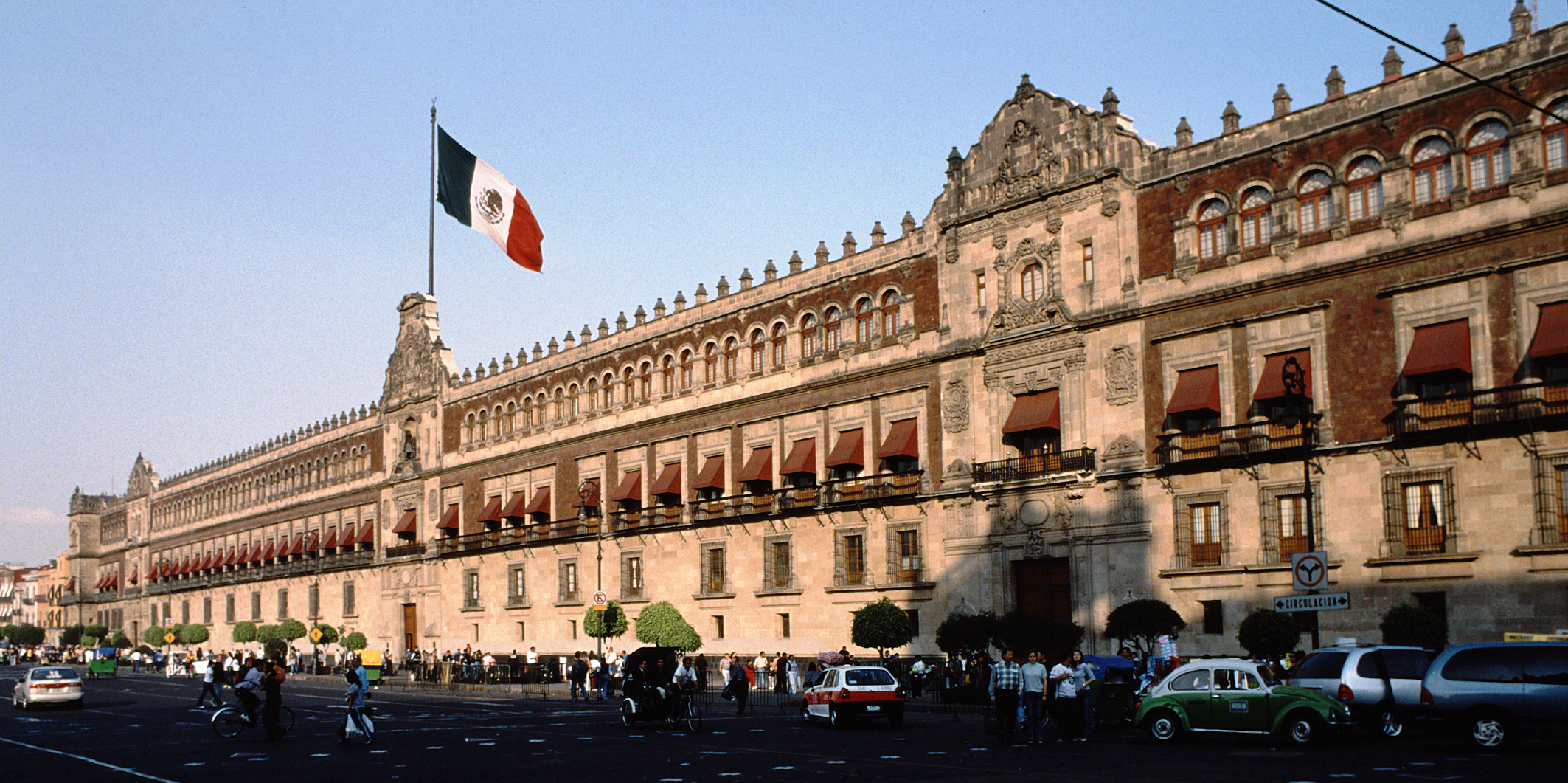
Palazzo Nazionale, Città del Messico, Messico

- Palazzo Nazionale (Imperatore poi Presidente; oggi sede dell'esecutivo federale)
- Castello di Chapultepec (Imperatore poi Presidente; oggi National Museum of History)

*In ogni Stato del Messico il Palacio de Gobierno, era le residenza ufficiale del Governatore, oggi usate come uffici del governo locale.

##### Stati
Querétaro
- Casa de la Corregidora (Governor mansion)

#### Nicaragua
- Palazzo Presidenziale

#### Panama
- Palacio de las Garzas (Presidente)

#### Stati Uniti d'America
- Casa Bianca (Presidente)
- Camp David (Presidente)

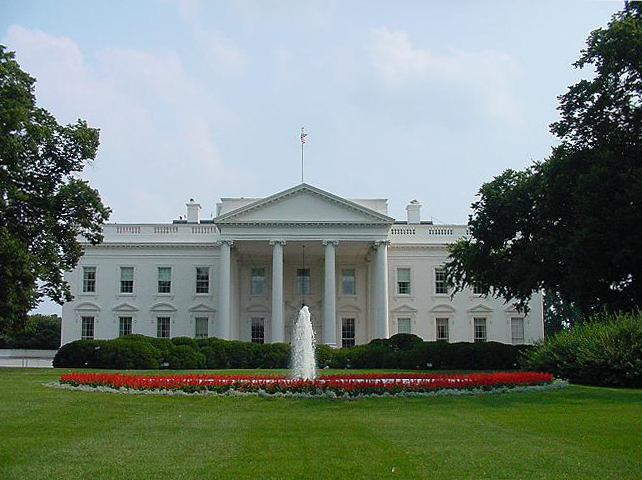
Casa Bianca (White House), Washington, USA

- Number One Observatory Circle (Vice Presidente)
- Blair House (Capi di Stato stranieri)

### Sud America

#### Argentina
- Casa Rosada (Presidente)
- Quinta de Olivos (residenza del Presidente)
- Residence Chapadmalal (residenza estiva)

#### Bolivia
- Palacio de Gobierno (Presidente)

#### Brasile
- Palácio da Alvorada (Residenza presidenziale)
- Palácio do Planalto (Ufficio presidenziale)
- Granja do Torto (Presidente, residenza di campagna)
- Palácio do Jaburu (Vice presidente)

##### Ex
- Catete Palace (Presidente; oggi Museu da República)
- Paço de São Cristóvão (Imperatore del Brasile; oggi Museo nazionale del Brasile)
- Palácio Imperial de Petrópolis (Imperatore, ex residenza estiva; oggi Museo imperiale del Brasile)

##### Stati
- Rio de Janeiro
  - Palácio das Laranjeiras
- San Paolo
  - Palácio dos Bandeirantes

#### Cile
- Private residence (Presidente)
- Cerro Castillo (Presidente, residenza estiva)

##### Ex
- Palacio de La Moneda (Presidente, ex; oggi Ufficio del Presidente)

#### Colombia
- Casa de Nariño (Presidente)
- Casa de Huspedes (Cartagena) (Presidente)
- Hacienda Hato Grande (Presidente, estiva)

#### Ecuador
- Palacio de Carondelet (Presidente)

#### Guyana
- State House (Presidente)

#### Paraguay
- Mburuvichá Roga (Presidente)

#### Perù
- Palazzo del Governo del Perù (Presidente)

#### Suriname
- Presidential Palace

#### Uruguay
- Residenza Suarez (Presidente)
- Anchorena Park (Presidente, residenza estiva)

#### Venezuela
- Palazzo di Miraflores (Presidente)

##### Ex
- La Casona

## Asia

### Afghanistan
- Palazzo presidenziale

### Arabia Saudita
- Riyadh Qasr Malik Abdullah bin Abdulaziz (Re)
- Jeddah Qasr Malik Abdullah bin Abdulaziz (Re)
- Mina Royal Palace
- Makkah Royal Palace

### Armenia
- Palazzo presidenziale
- Government House (Primo ministro)

### Azerbaigian
- Palazzo presidenziale

### Bahrein
- Rifa'a Palace (Re)

### Bangladesh
- Bangabhaban (Presidente)

### Bhutan
- Dechenchholing Palace (Re)

### Birmania
- Palazzo Presidenziale (Presidente)
- Palazzo Zeyadili (Tatmadaw Kyi sede centrale)

### Brunei
- Istana Nurul Iman (Sultano)

### Cambogia
- Khemarindra Palace (Re)

### Cina

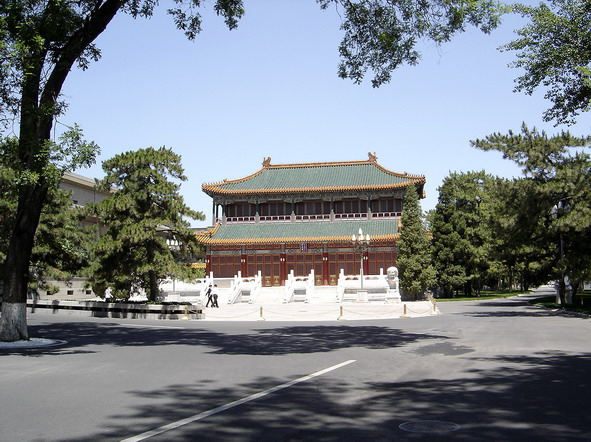
Zhongnanhai, Pechino, Cina

- Zhongnanhai (Capo del Partito Comunista Cinese)

### Taiwan

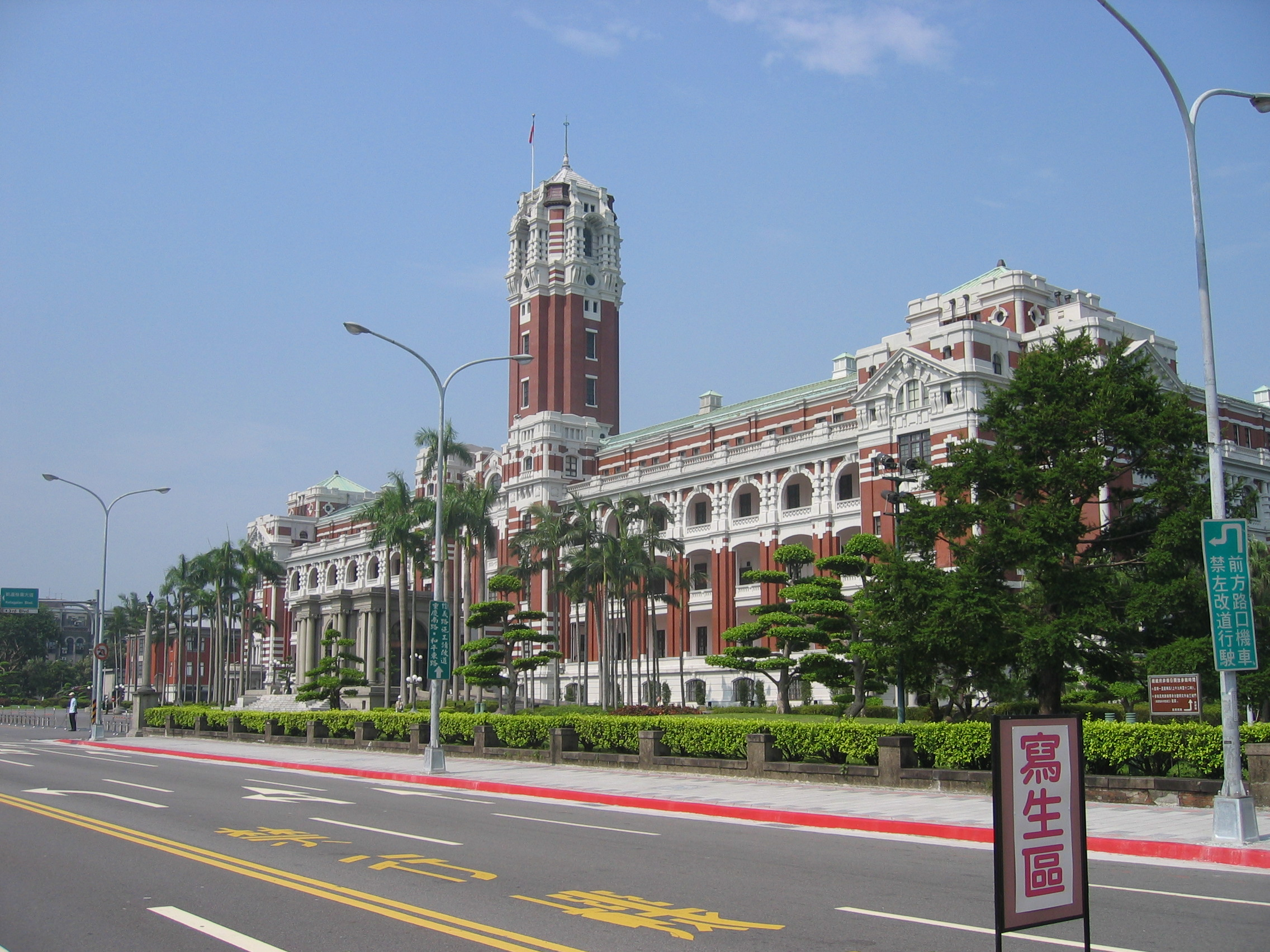
Presidential Building, Taipei, Taiwan

- Palazzo presidenziale (ex ufficio del Governatore di Taiwan)

#### Ex
- Palazzo presidenziale a Nanchino (1927–1937, 1946–1949; museo dal 1998)

### Cipro
- Presidential Palace

### Corea del Nord
- Pyongyang No. 15 (Capo della Commissione della Difesa Nazionale della Corea del Nord)

#### Ex
- Kumsusan Memorial Palace (Presidente, ex; oggi un mausoleo)

### Corea del Sud

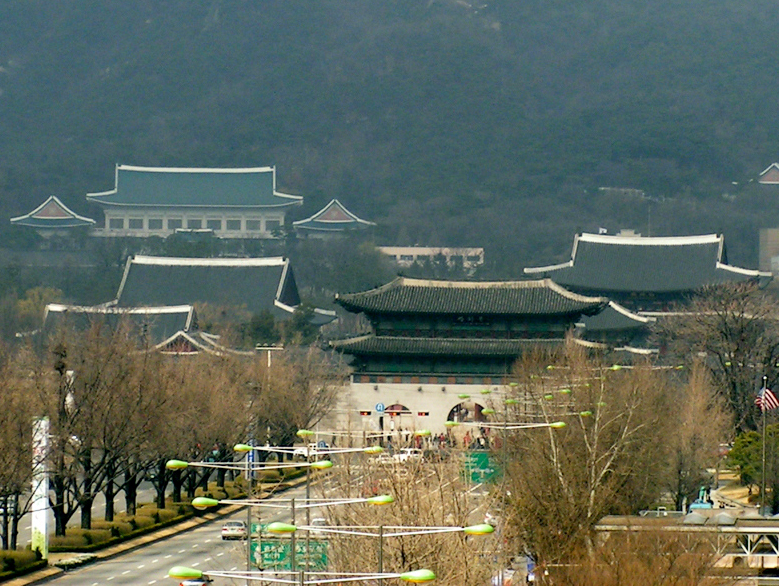
Casa Blu, Seul, Corea del Sud

- Casa Blu (Presidente)

### Emirati Arabi Uniti
- Qasr al Watan (Presidente)

### Filippine
- Palazzo di Malacañan, Manila (Presidente)
- Malacañang sa Sugbo, Cebu (Presidente, Palazzo nelle Isole Visayas)
- Malacañang del Sud, Davao, (Presidente, Residenza ufficiale a Mindanao)
- Mansion House, Baguio (Presidente, residenza estiva)
- Casa di ricevimento, Quezon (Vice Presidente)

### Georgia
- Presidential Palace

### Giappone

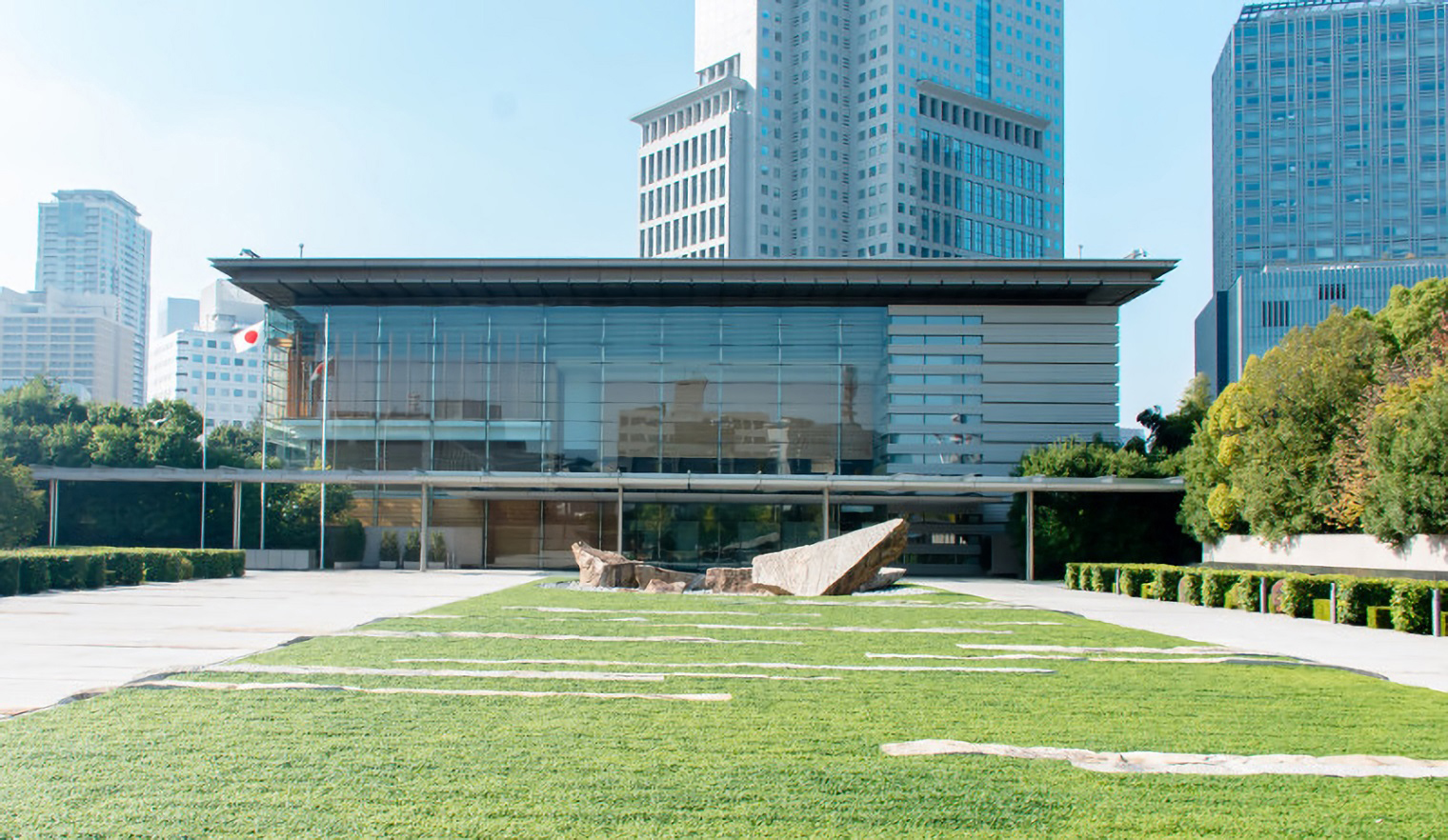
Kantei (Ufficio del Primo Ministro), Tokio, Giappone

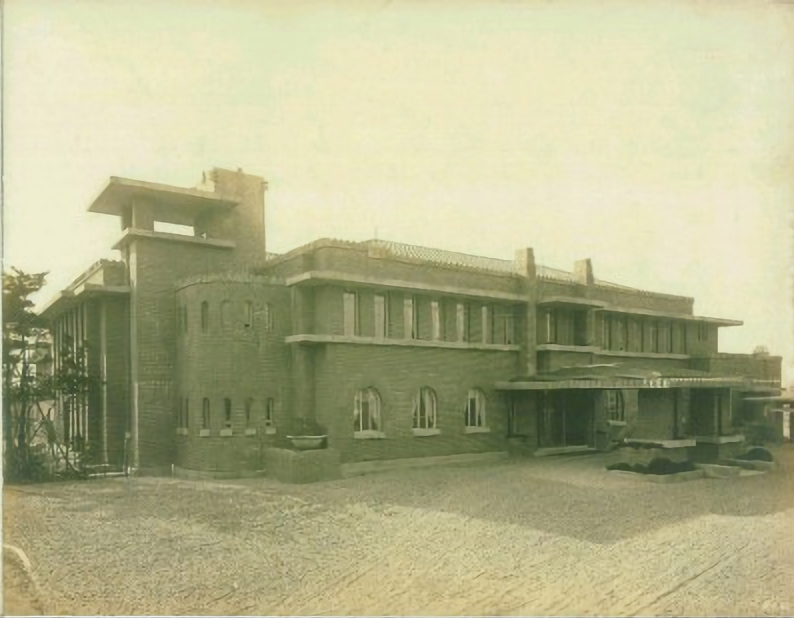
Kōtei (Residenza ufficiale del Primo ministro) al suo completamento nel 1929 come Kantei (Ufficio del Primo Ministro), Tokio, Giappone

- Kōkyo, anche noto come Palazzo imperiale (Imperatore)
- Tōgū Gosho, anche noto come Palazzo Tōgū (Principe del Giappone)
- Kantei (Primo ministro, Ufficio)
- Kōtei (Residenza ufficiale del Primo ministro, adiacente a Kantei)

#### Ex
- Kyōto Gosho, anche noto come Palazzo imperiale Kyōto (Imperatore fino al 1869; oggi un museo)
- Edo-jō, anche noto come Castello Edo (Shōgun, 1603–1867; demolito, ora parte degli Imperial Palace Gardens)
- Gaishō Kōtei, anche noto come Residenza del Principe Asaka (Primo Ministro, 1947 e 48–50, ora un museo)

### Giordania
- Raghdan Palace (Re)
- Basman Palace (Re)
- Al Qasr al Sagheer (Re)

### India

#### Nazionali
- Rashtrapati Bhavan (Presidente)

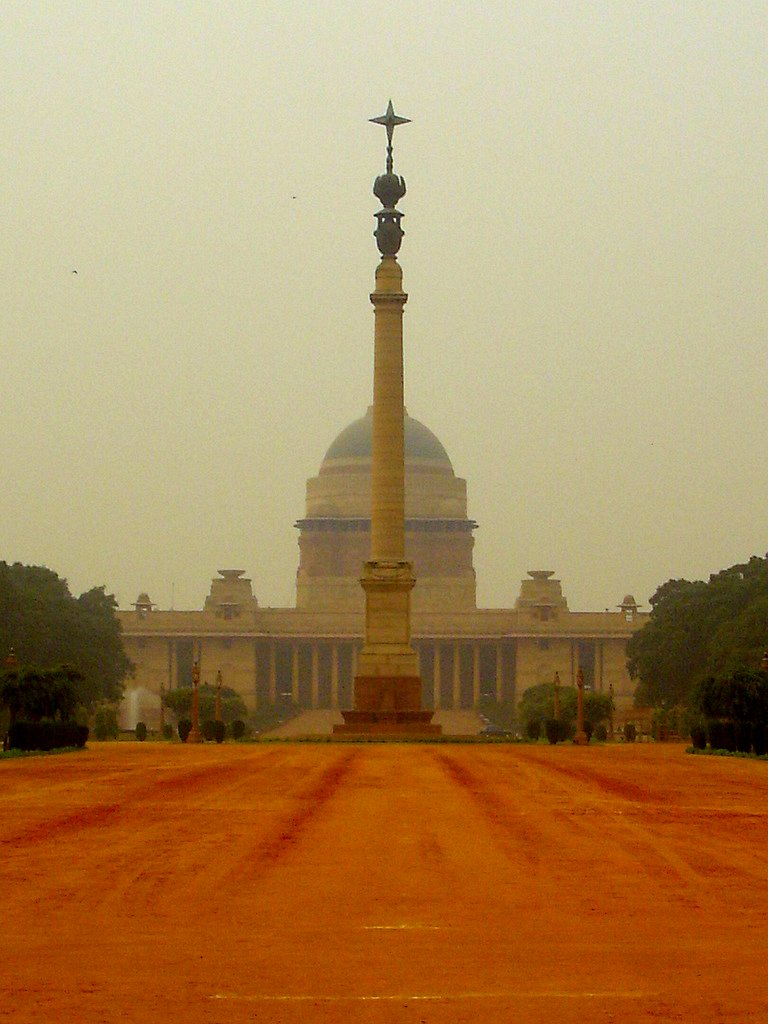
Rashtrapati Bhavan, Nuova Delhi, India

- Rashtrapati Nilayam (Presidente, residenza di campagna)
- The Retreat Building (Presidente, residenza di campagna)
- Vice President House (Vice Presidente)
- 7 Race Course Road (Primo ministro)
- Hyderabad House (Ospiti stranieri)

### Iran
- Per la legge della Sharia (l'Iran è una Repubblica islamica), non è consentito adibire un palazzo a residenza di un unico dignitario, in questo caso il presidente. Egli vive in una abitazione personale.

#### Ex
- Golestan Palace (Scià, ex; oggi un museo)
- Ali Qapu (Scià, ex; oggi un museo)
- Niavaran Palace Complex (Scià, ex; oggi un museo)
- Sadabad Palace (Scià, ex; oggi un museo)

### Iraq

#### Ex
- Presidential Palace (Presidente, ex)

### Israele
- President House
- Prime Minister House

### Kazakistan
- Palazzo presidenziale Ak Orda

### Kirghizistan
- Casa bianca, anche Casa del governo o Palazzo presidenziale

### Kuwait
- Sief Palace (Emiro)
- Dar Salwa (Emiro)

#### Ex
- Dasman Palace (Emiro, ex)

### Laos
- Haw Kham Palace (Presidente)

### Libano
- Baabda Palace (Presidente)

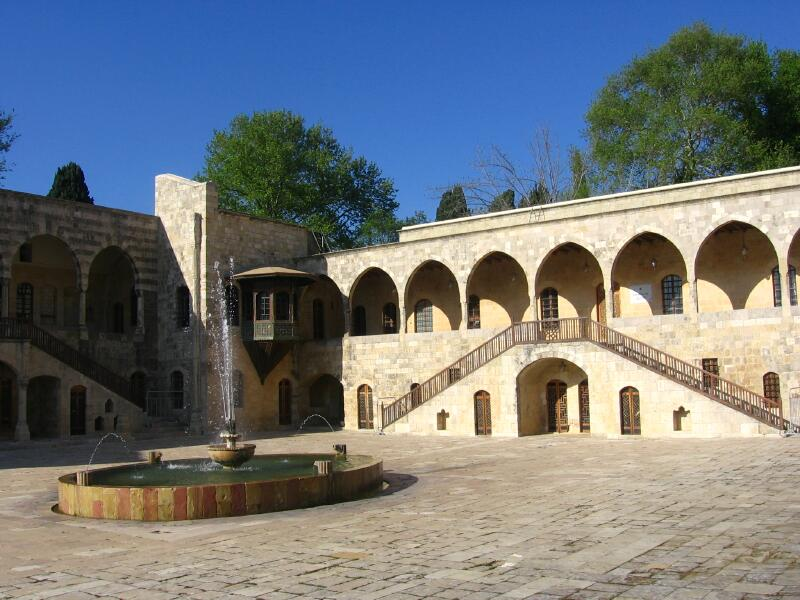
Beiteddine Palace, Beiteddine, Libano

- Beiteddine Palace (Presidente, residenza estiva)

#### Ex
- Fakhreddine Palace (Re, ex; oggi un museo)

### Maldive
- Theemuge (Presidente)

### Malaysia
- Istana Negara, anche National Palace (Yang di-Pertuan Agong)
- Istana Melawati (Re, residenza di campagna)
- Seri Perdana (Primo ministro)
- Seri Satria (Ufficio Primo Ministro)

### Mongolia
- Palazzo presidenziale

### Nepal
- Narayanhity Palace (Re)

### Oman
- Qasr al Alam Royal Palace
- Bait Barka- Sultans' Retreat in Barka
- Hisn Seeb- Sultans' Farm in Seeb
- Hisn Salalah- Sultans Retreat in waterfront district of Salalah
- Qasr Mamoora- Sultans official residence in Salalah
- Razat Farm- Sultans Retreat in his Farm in Salalah
- Sohar Palace- Sultans Farm in Sohar

### Pakistan

#### Federale
- Aiwan-e-Sadr (Presidente)
- Prime Minister House

### Qatar
- Palazzo dell'emiro (Emiro)
- Palazzo Al Wajba (Emiro)

### Russia

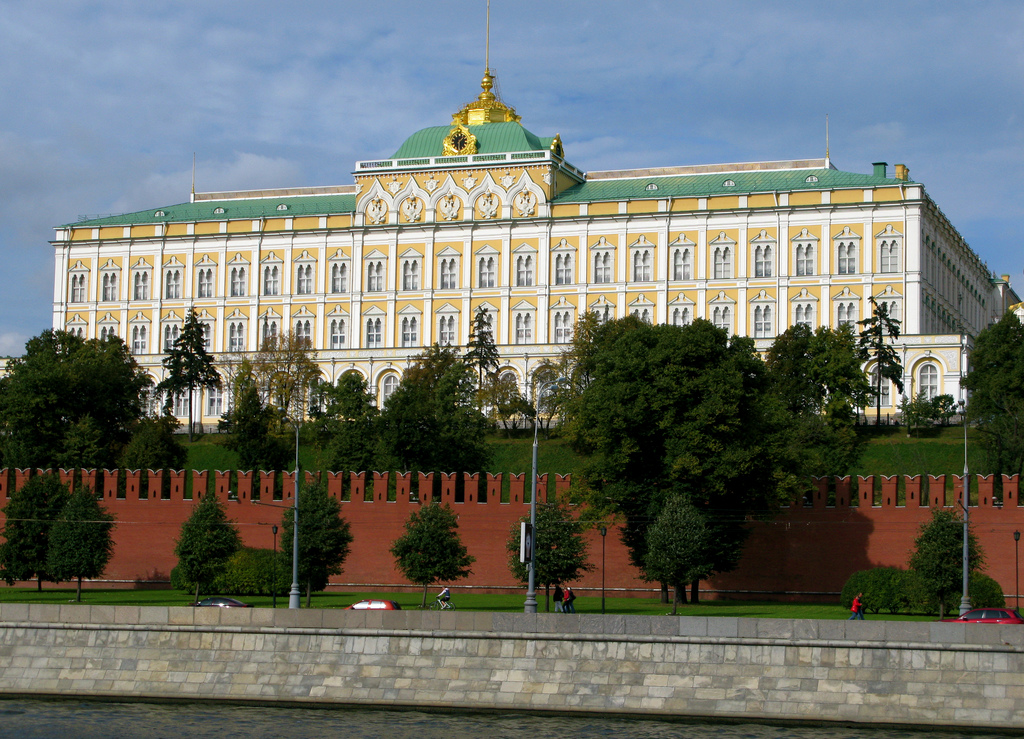
Gran Palazzo del Cremlino, Mosca, Russia

- Gran Palazzo del Cremlino (Presidente)
- Zavidovo (Presidente)
- Novo-Ogaryovo (Presidente)

#### Ex
- Palazzo di Alessandro (Residenza dello Zar, ex; oggi un museo)
- Palazzo Aničkov (Zar, ex; oggi Palazzo dei pionieri)
- Palazzo di Caterina (Zar, ex residenza estiva; oggi museo)
- Palazzo di Elagin (Zar, ex palazzo d'estate; oggi un museo)
- Palazzo Nikolaevskij (Zar, ex; oggi teatro ed altri usi)
- Oraniembaum (Zar, ex; oggi un museo)
- Pavlovsk (Zar, ex; oggi un museo)
- Peterhof (Zar, ex; oggi un museo)
- Palazzo di Pella (Zar, ex palazzo estivo; demolito)
- Palazzo d'Estate (Zar, ex palazzo estivo)
- palazzo di Tauride (Zar, ex; oggi uffici governativi)
- Palazzo Vladimirskij (Zar, ex; oggi Academics' House)
- Palazzo d'Inverno (Zar, ex palazzo d'inverno; oggi un museo)

### Singapore

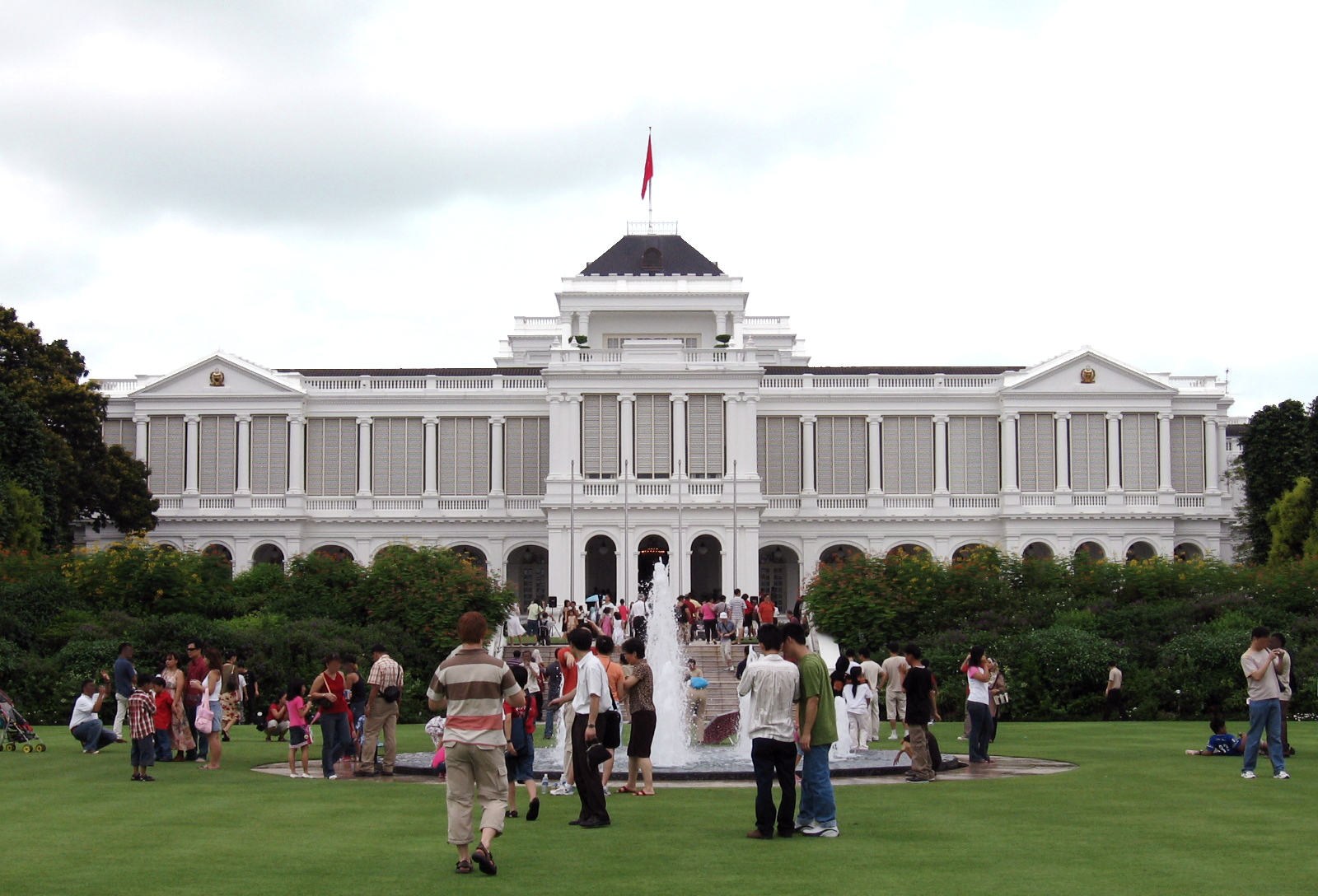
Istana Singapore, Singapore

- Istana Singapore (Presidente)

### Siria
- Palazzo Tesheen

### Sri Lanka
- President's House
- Prime Minister's House

### Tagikistan
- Palazzo presidenziale

### Thailandia

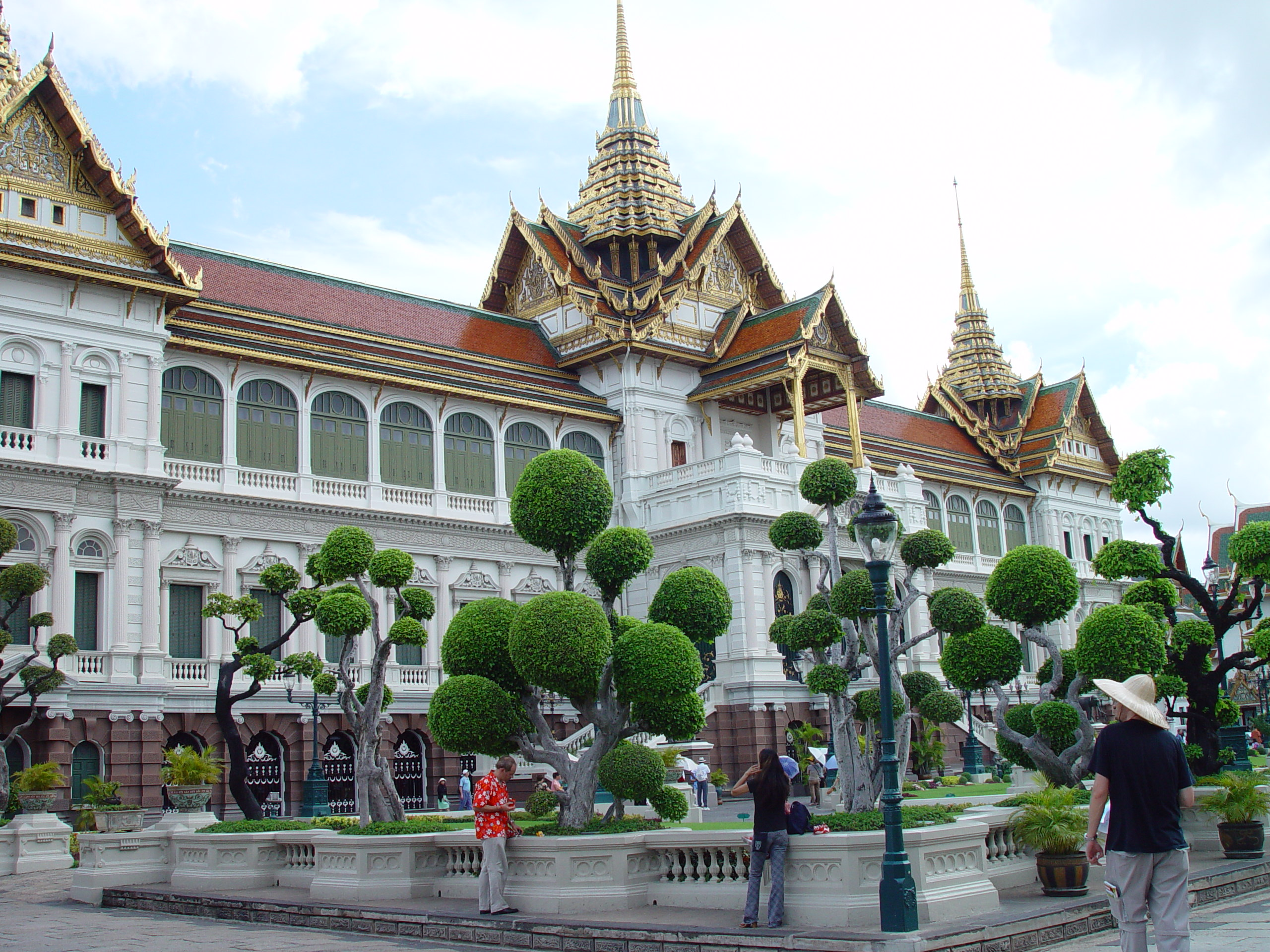
Il Grande Palazzo Reale di Bangkok, Thailandia

- Grande Palazzo Reale (Re, residenza ufficiale della casa reale, ma non domicilio. Viene utilizzato per cerimonie reali, incontri di Stato, ecc.
- Villa Amphorn Sathan, dove vive re Vajiralongkorn,[1] situata nel comprensorio di Palazzo Dusit
- Palazzo Klai Kangwon (residenza nella località balneare di Hua Hin)
- Palazzo Srapathum (Principessa Reale)
- Baan Phitsanulok (Primo ministro)

#### Ex
- Palazzo Sanam Chan (oggi un museo)
- Palazzo Bang Pa-In Royal (ex residenza estiva, oggi un museo)
- Palazzo Dusit (complesso che comprende le seguenti ex residenze reali)
  - Palazzo Vimanmek (ex residenza, oggi un museo)
  - Palazzo Chitralada (ex residenza)
- Palazzo Davanti (ex residenza, oggi sede del Museo nazionale)
- Palazzo Dietro (Krom Phra Rachawanglang, oggi sede dell'Ospedale Siriraj)

### Timor Est
- Residenza Presidenziale (Presidente)

### Turchia
- Cumhurbaşkanlığı Külliyesi (Presidente)
- Dolmabahçe (occasionalmente usato dal Primo ministro per ospitare capi di Stato stranieri in visita ad Istanbul)
- Huber Köşkü Residenza ad Istanbul del Presidenti della Turchia

#### Ex
- Palazzo di Topkapı (Imperatore, ex; oggi un museo)
- Palazzo di Yıldız (Imperatore, ex; oggi un museo)

### Turkmenistan
- Palazzo Türkmenbaşy (Presidente)

### Uzbekistan
- Oqsaroy (Presidente)

### Vietnam

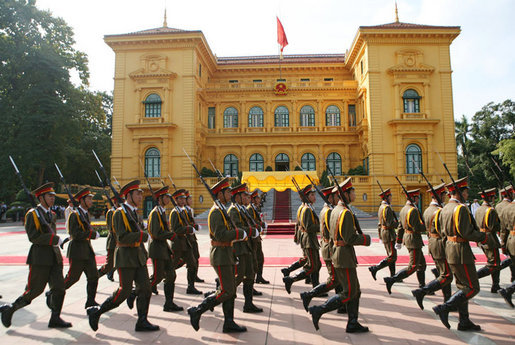
Palazzo presidenziale, Vietnam

- Palazzo presidenziale

### Yemen
- Presidential Palace

## Europa

### Albania
- Palazzo presidenziale (Presidente)

### Austria

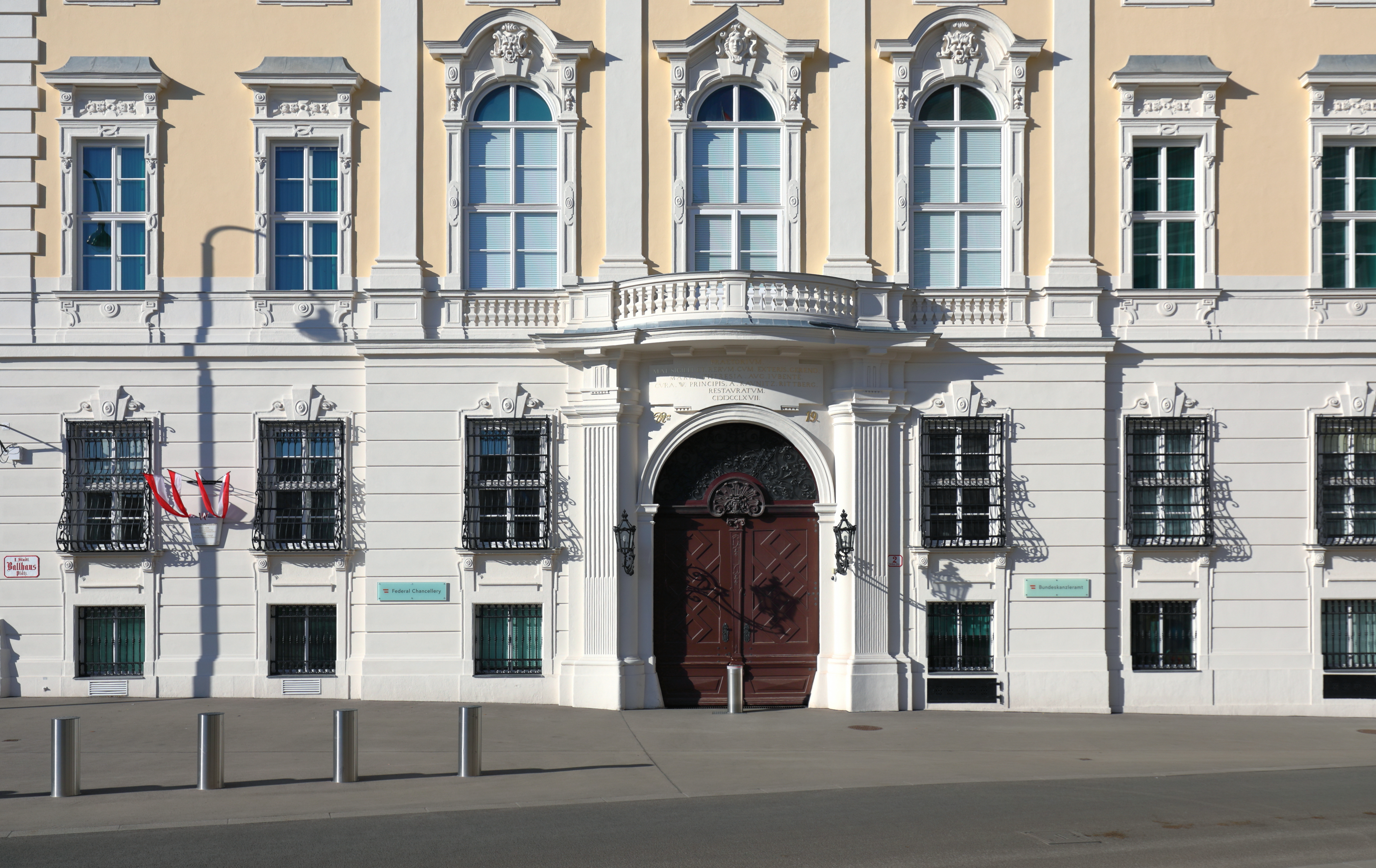
Ballhausplatz Nr. 2, Vienna, Austria

- Hofburg (Presidente)
- Ballhausplatz Nr. 2 (Cancelliere)

### Bielorussia
- Drozdi (Presidente)

### Belgio
- Palazzo reale di Bruxelles (Re)
- Castello di Laeken (Re)
- 16 Rue de la Loi (Primo ministro)

### Bosnia ed Erzegovina
- Edificio della Presidenza
- Konak (Ospiti stranieri)

### Bulgaria

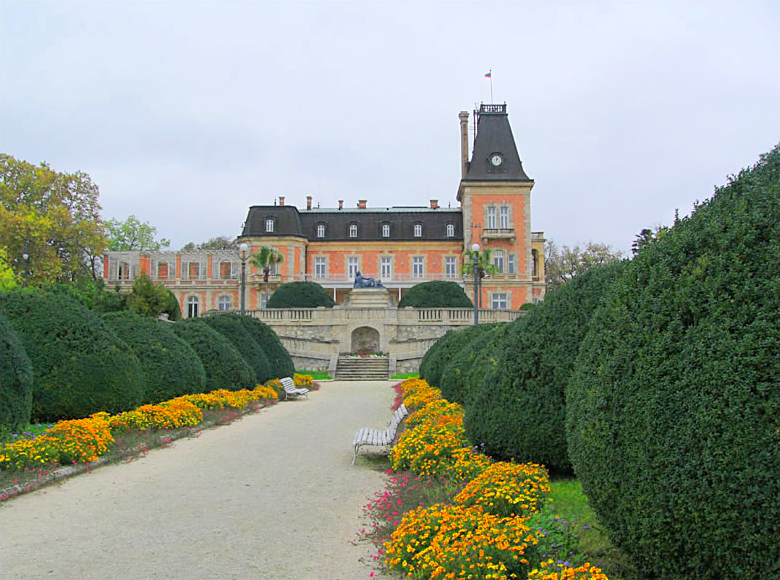
Euxinograd palace, Varna, Bulgaria

- Euxinograd (Presidente)

### Città del Vaticano
- Palazzo Apostolico (Papa)

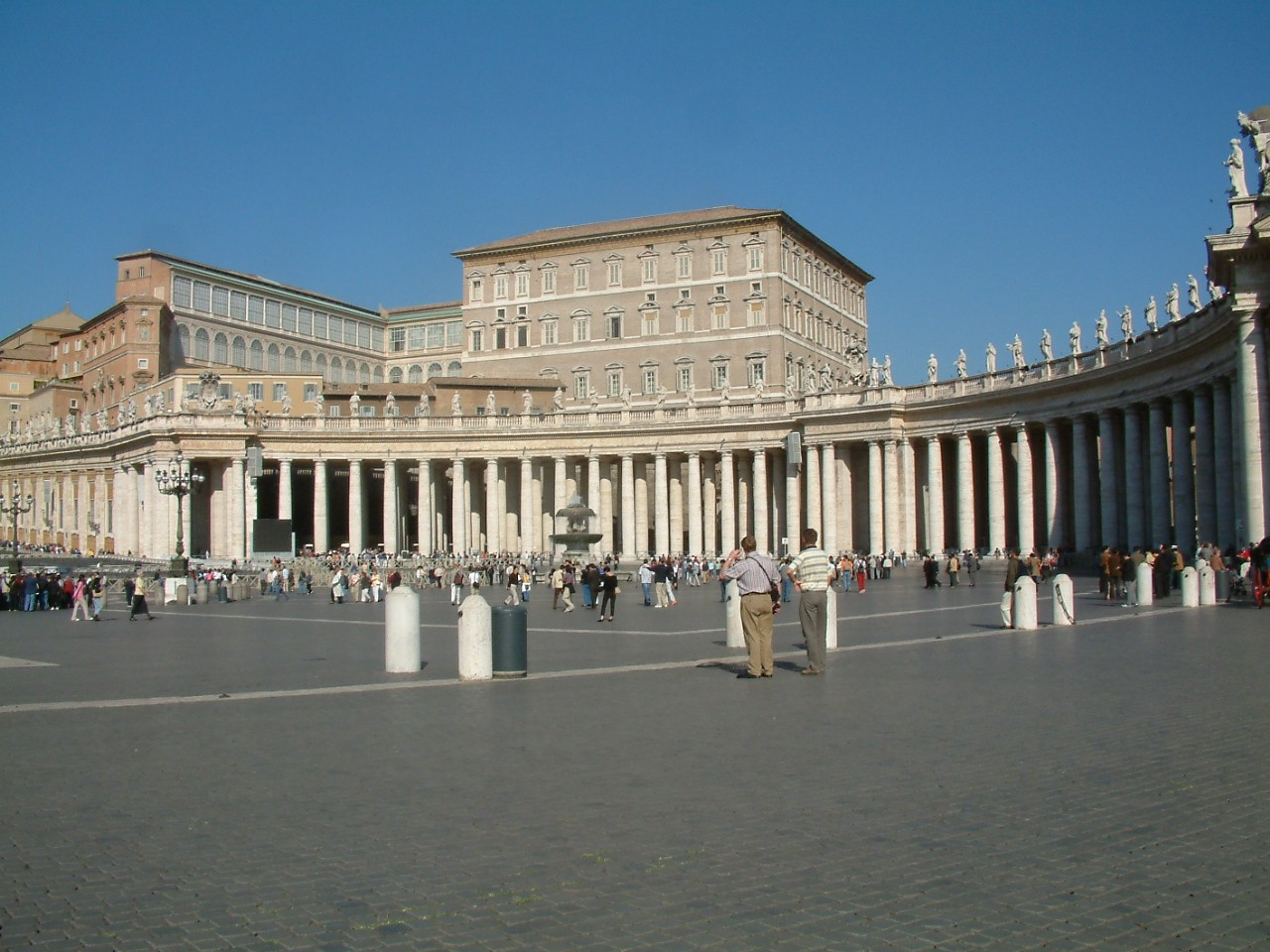
Palazzo Apostolico, Città del Vaticano

- Palazzo del Governatorato (Governatore)

#### Ex
- Palazzo del Laterano
- Palazzo del Quirinale (oggi sede del Presidente della Repubblica italiana)
- Castel Sant'Angelo
- Palazzo Pontificio di Castel Gandolfo (oggi museo)

### Croazia
- Predsjednički dvori (Presidente)
- Banski dvori (Governo)

### Repubblica Ceca
- Castello di Praga (Presidente)
- Castello di Lány (Presidente, residenza estiva)
- Kramářova Vila (Primo ministro)

### Danimarca

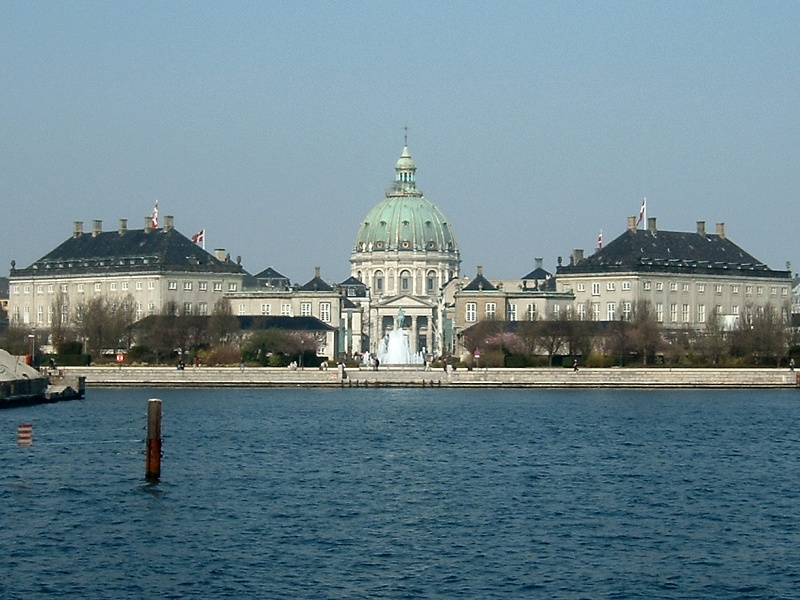
Palazzo di Amalienborg, Copenaghen, Danimarca

- Gråsten Palace (Re, residenza estiva)
- Palazzo di Amalienborg (Re, residenza invernale)
- Fredensborg Palace (Re, residenza primaverile e autunnale)
- Palazzo di Sorgenfri (Re)
- Marselisborg Palace (Re)
- Chancellory House (principe della corona)
- Schackenborg Castle (figlio minore del re)
- Chateau de Cayx (Re, residenza estiva in Francia)
- Marienborg (Primo ministro, residenza estiva)

### Estonia
- Palazzo Kadriorg (Presidente)
- Paslepa (Presidente, residenza)

### Finlandia

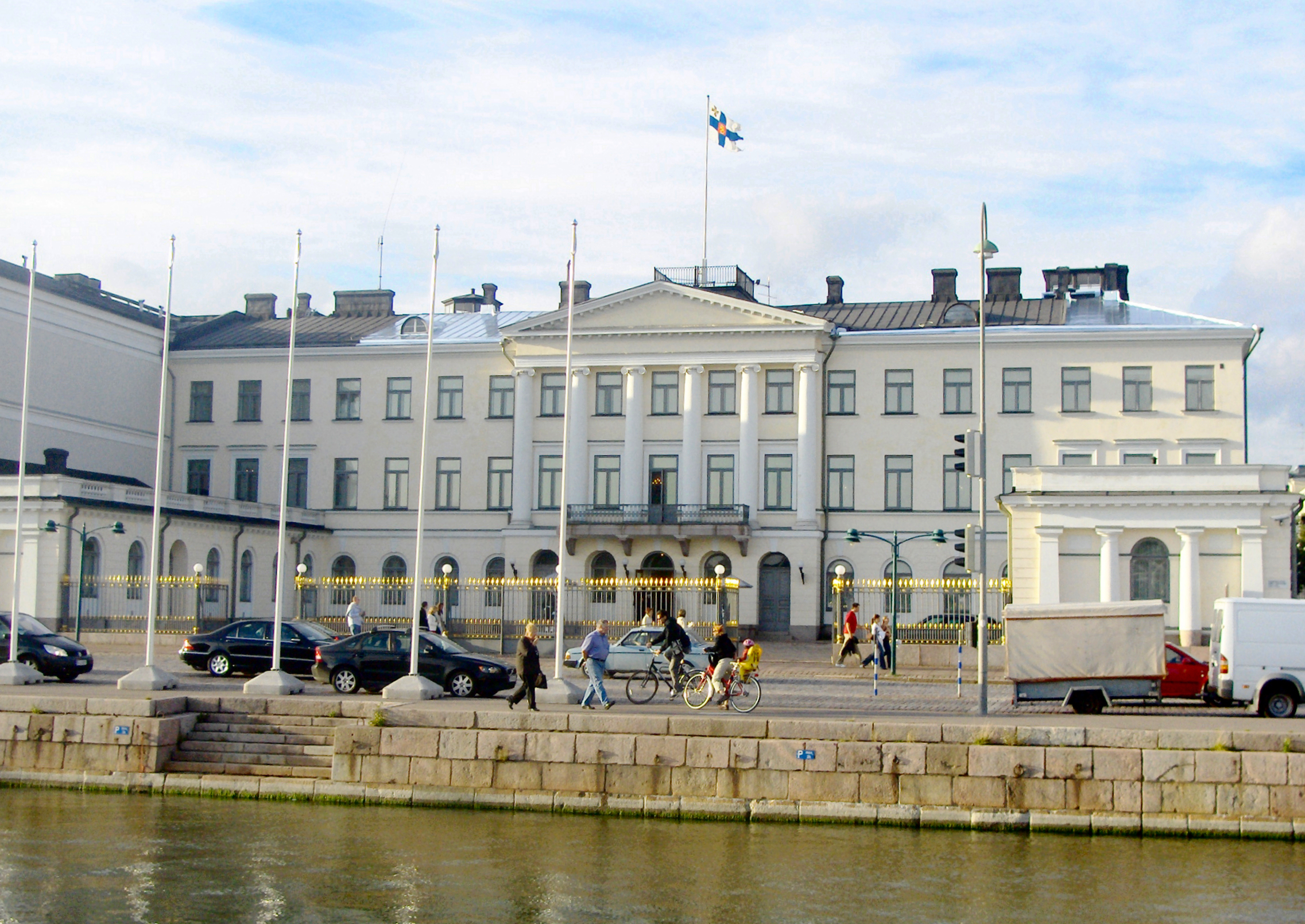
Palazzo presidenziale, Helsinki, Finlandia

- Palazzo presidenziale (Presidente)
- Mäntyniemi, anche Talludden (Presidente)
- Kultaranta, anche Gullranda (Presidente, residenza estiva)
- Kesäranta, anche Villa Bjälbo (Primo ministro)

#### Ex
- Tamminiemi (Presidente, ex; oggi Museo Urho Kekkonen)

### Francia
- Palais de l'Élysée (Presidente)

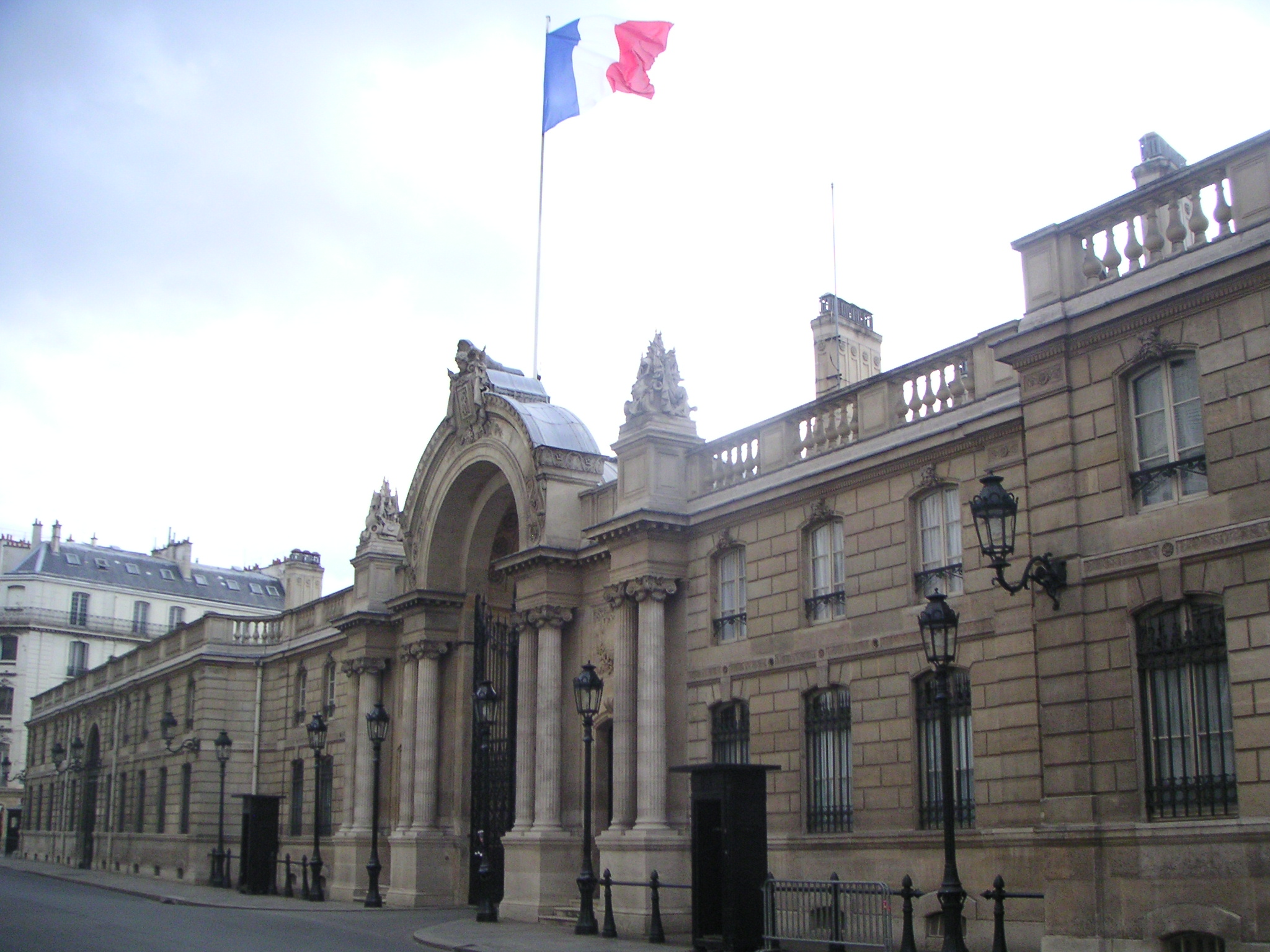
Palais de l'Elysée, Parigi, Francia

- Château de Rambouillet (Presidente)
- Fort de Brégançon (Presidente, residenza estiva)
- Domaine National de Marly (Presidente)
- Domaine de Souzy-la-Biche (Primo Ministro)
- Hôtel Matignon (Primo ministro)
- Hôtel de Lassay (Presidente dell'Assemblée Nationale)
- Hôtel de Marigny (Ospiti stranieri)

### Germania
- Schloss Bellevue (Presidente)

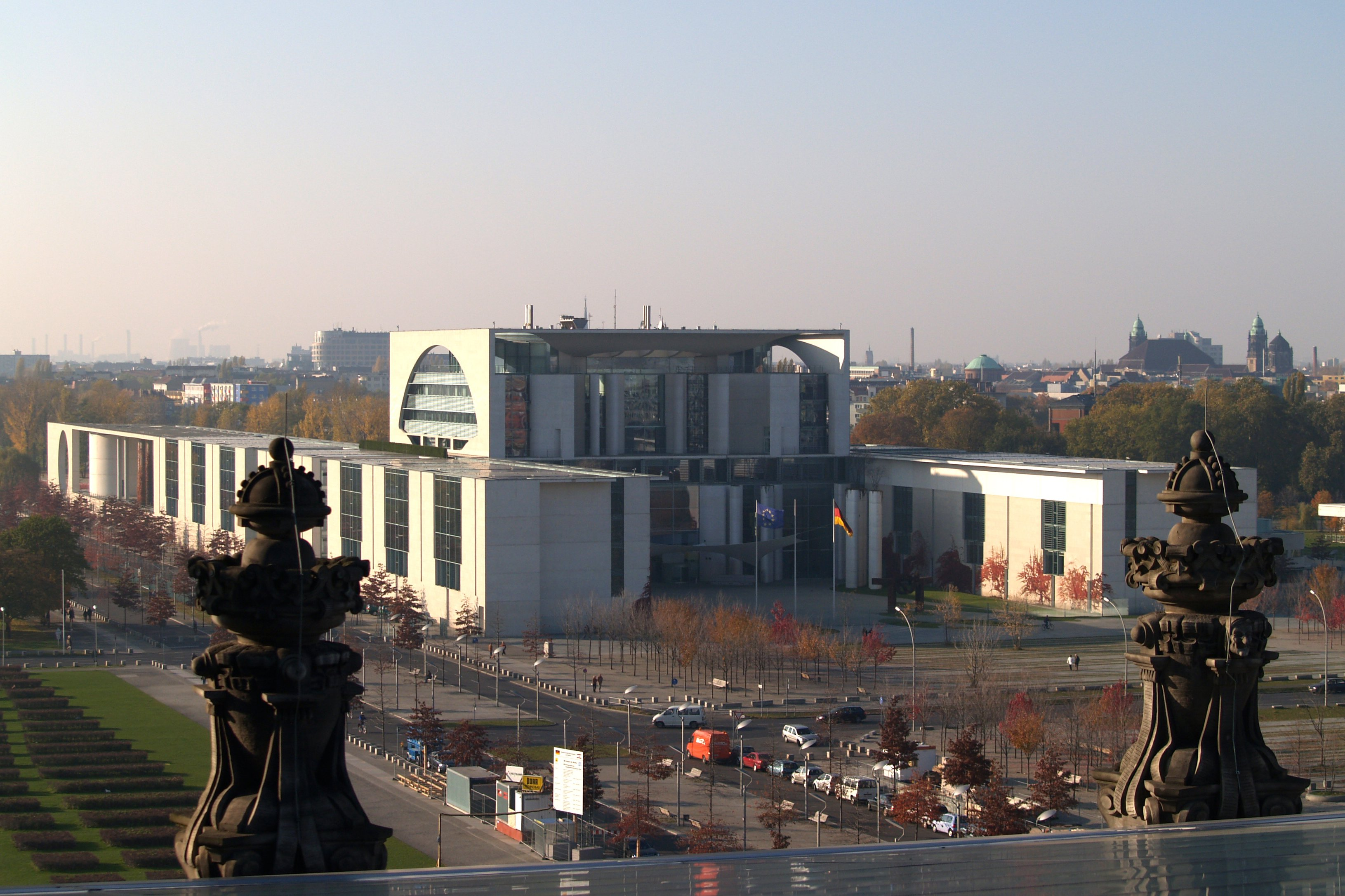
Bundeskanzleramtsgebäude, Berlino, Germania

- Villa Hammerschmidt (Presidente, seconda residenza)
- Bundeskanzleramtsgebäude (Cancelliere)
- Palazzo Schaumburg (Cancelliere, seconda residenza)

### Grecia
- Palazzo presidenziale (Presidente, anticamente Principe della Corona)
- Villa Maximos (Primo ministro)

#### Ex
- Palazzo di Tatoi (Re, in trasformazione a museo e parco nazionale)
- Psichiko Ex Residenza (usata dalla regina madre Federica, ora residenza privata)
- Polydendri Pavillion (Re, ex residenza ora parco nazionale)

### Guernsey
- Government House (Lieutenant Governor)

### Irlanda
- Áras an Uachtaráin (Presidente)
- Steward's Lodge, Farmleigh (per Taoiseach non in uso)
- Farmleigh (Ospiti stranieri)
- Mansion House (Sindaco di Dublino)

### Islanda
- Bessastaðir (Presidente)
- Stjórnarráðið (Primo ministro)

### Isola di Man
- Government House (Lieutenant Governor)

### Italia
- Palazzo del Quirinale, Roma (Presidente, residenza ufficiale)
- Tenuta presidenziale di Castelporziano, Roma (Presidente, residenza di campagna)
- Villa Rosebery, Napoli (Presidente, residenza estiva)
- Palazzo Chigi, Roma (sede del Governo italiano, residenza del Presidente del Consiglio)
- Villa Madama, Roma (sede di rappresentanza del Presidente del Consiglio e del Ministero degli Esteri)
- Villa Doria Pamphilj, Roma (sede ufficiale di rappresentanza del Governo)
- Palazzo Giustiniani, Roma (residenza ufficiale del Presidenti del Senato e di rappresentanza per i senatori a vita e i Presidenti emeriti)

### Baliato di Jersey
- Government House (Lieutenant Governor)

### Lettonia
- Castello di Riga (Presidente)

### Liechtenstein
- Castello di Vaduz (Principe)

### Lituania

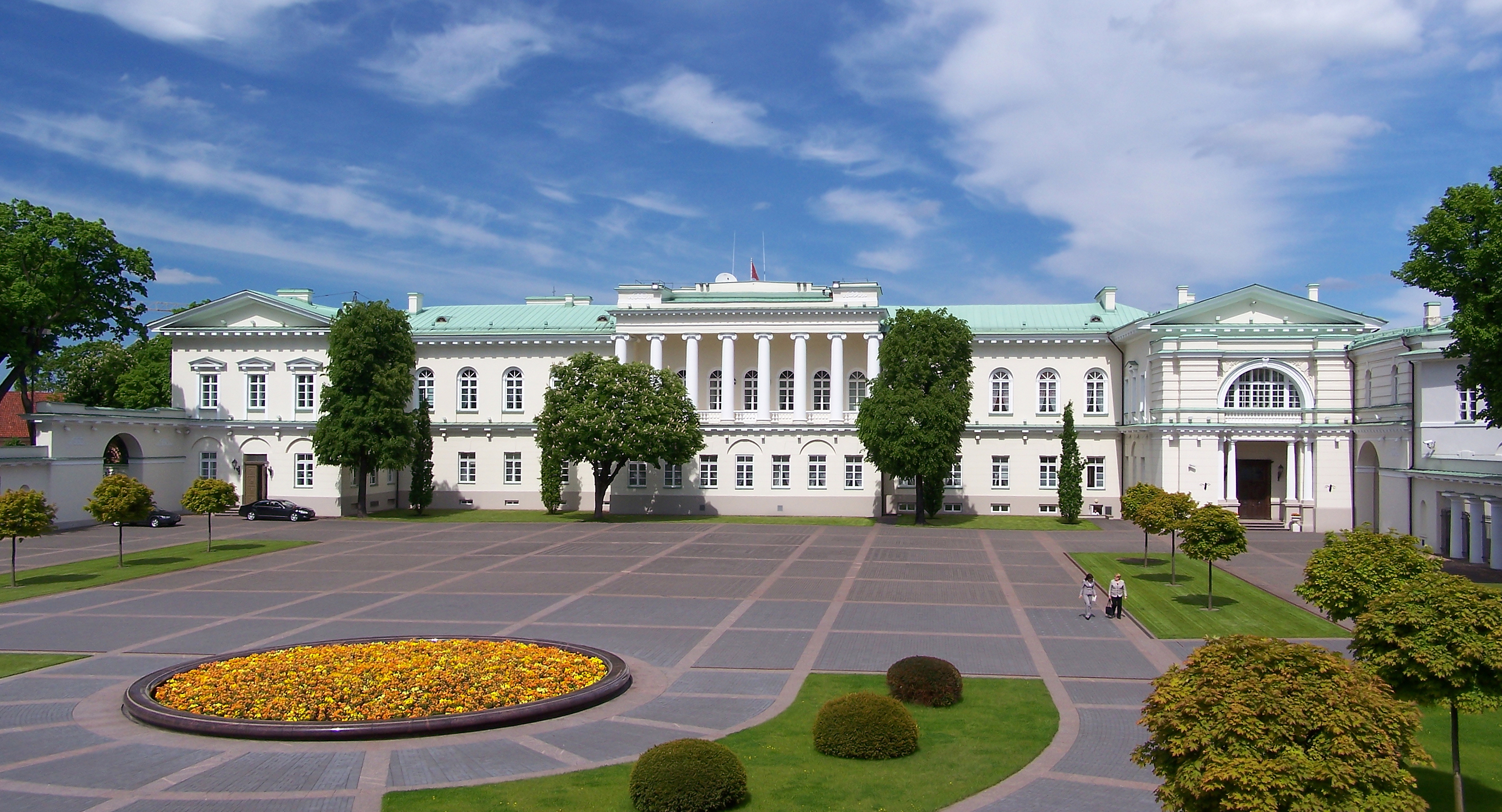
Palazzo presidenziale di Vilnius, Lituania

- Palazzo presidenziale di Vilnius

#### Ex
- Historical Presidential Palace, Kaunas (Presidente, ex; oggi un museo)
- Palazzo reale della Lituania (ex palazzo del Granduca; demolito)

### Lussemburgo
- Palazzo Granducale di Lussemburgo (Granduca)
- Berg Castle (Granduca)

### Macedonia
- Palazzo presidenziale

### Malta
- San Anton Palace (Presidente)
- Palazzo Verdala (Residenza estiva del Presidente)

### Moldavia
- Presidential Palace

### Principato di Monaco
- Palais de Monaco (Principe)

### Montenegro
- Palazzo Azzurro (Presidente)

### Norvegia
- Palazzo reale (Oslo)

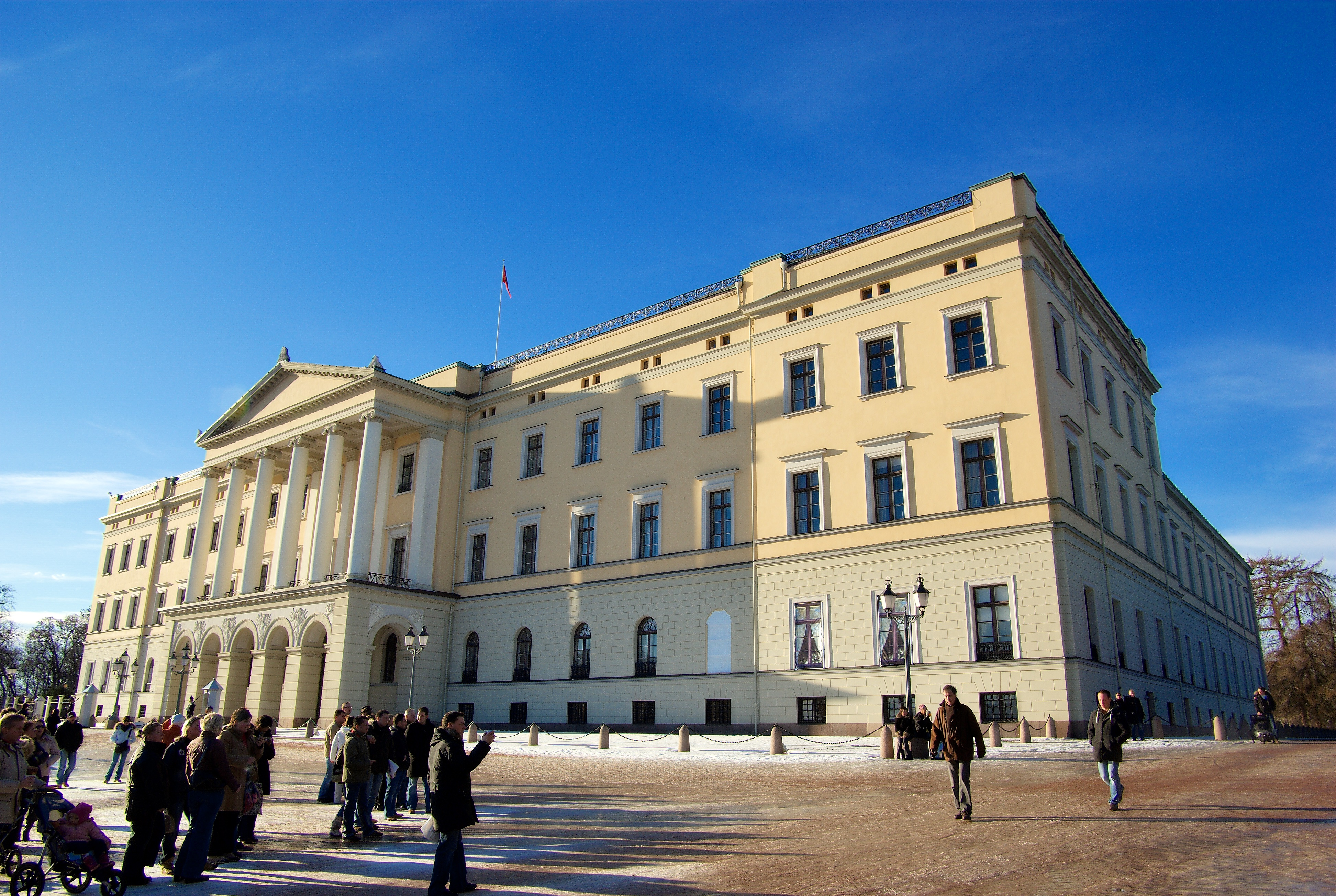
Palazzo reale di Oslo, Oslo, Norvegia

- Bygdøy Royal Estate (Re, residenza estiva)
- Oscarshall Castle
- Akershus Castle
- Gamlehaugen (Re, Bergen)
- Ledaal (Re, Stavanger)
- Stiftsgården (Re, Trondheim)
- Skaugum Estate (principe della corona)
- Inkognitogata 18 (Primo ministro), (ospiti stranieri)

### Paesi Bassi
- Huis ten Bosch (Re)

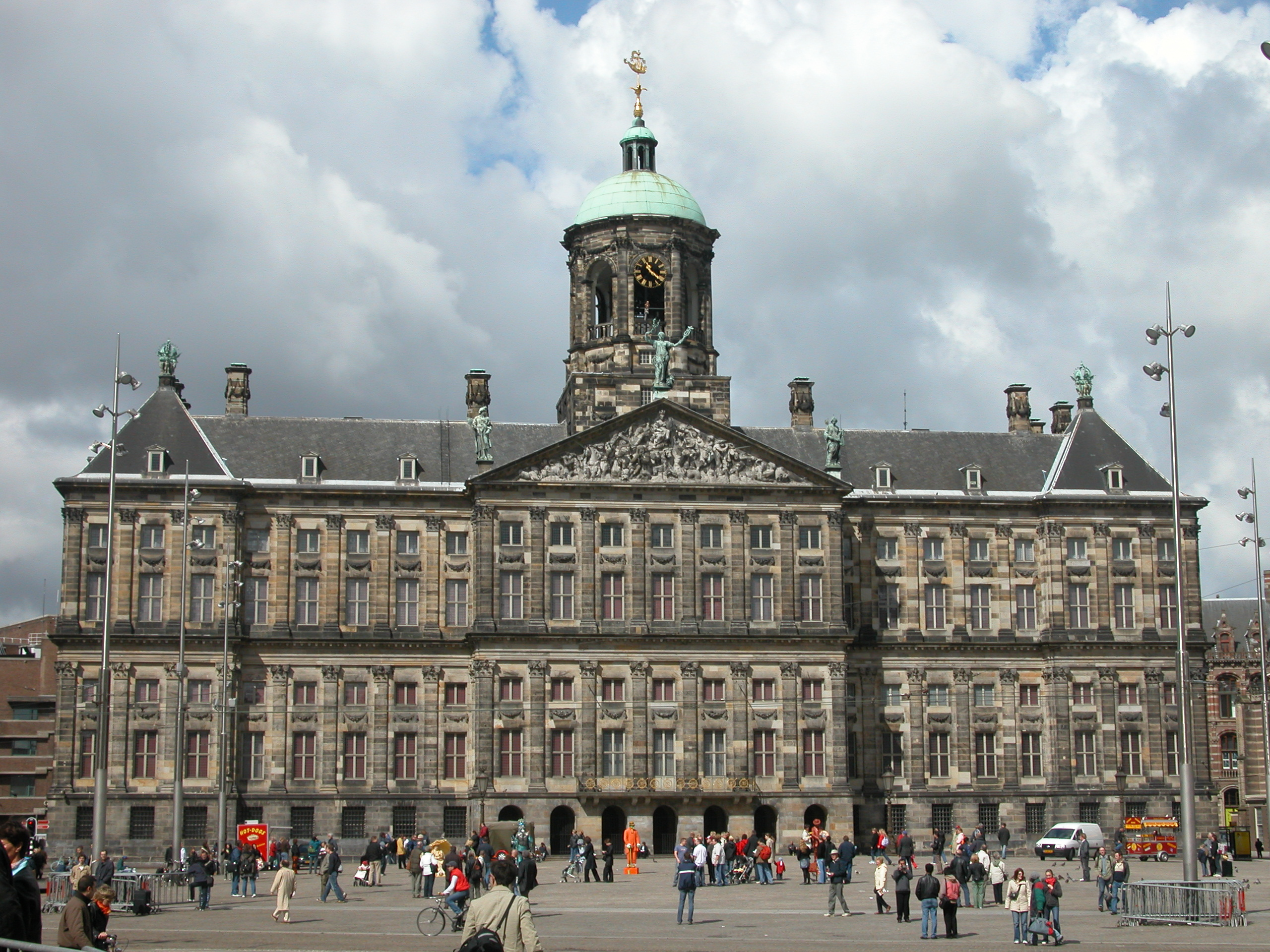
Palazzo reale, Amsterdam, Paesi Bassi

- Noordeinde Palace (Re; sede ufficiale)
- Palazzo Reale di Amsterdam
- Villa Eikenhorst (Principe della corona e famiglia)
- Castello Drakensteyn, a Lage Vuursche (Baarn) (Re, ospiti stranieri)
- Catshuis (Primo ministro)

#### Ex
- Palazzo di Het Loo (Re, ex; oggi un museo)
- Noordeinde 66 (Regina, ex; oggi sede ufficiale del Principe d'Orange)
- Palazzo Soestdijk (regina, ex; oggi un museo)

### Polonia

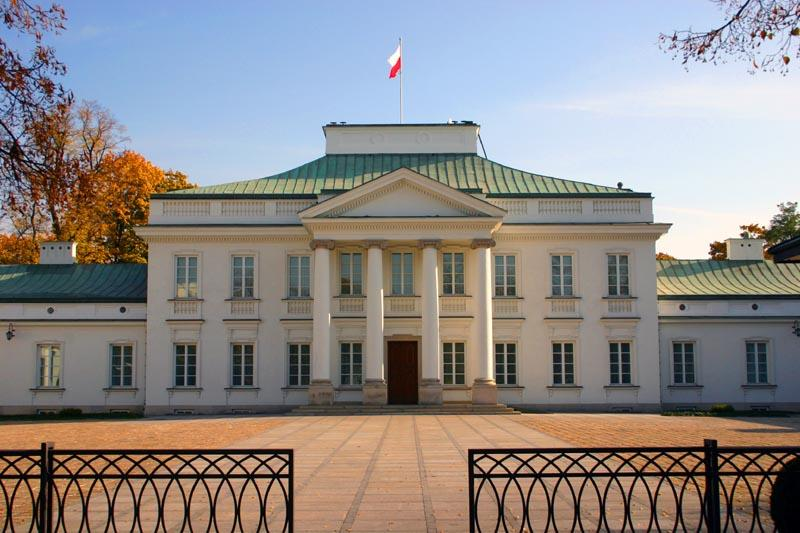
Palazzo del Belweder, Varsavia

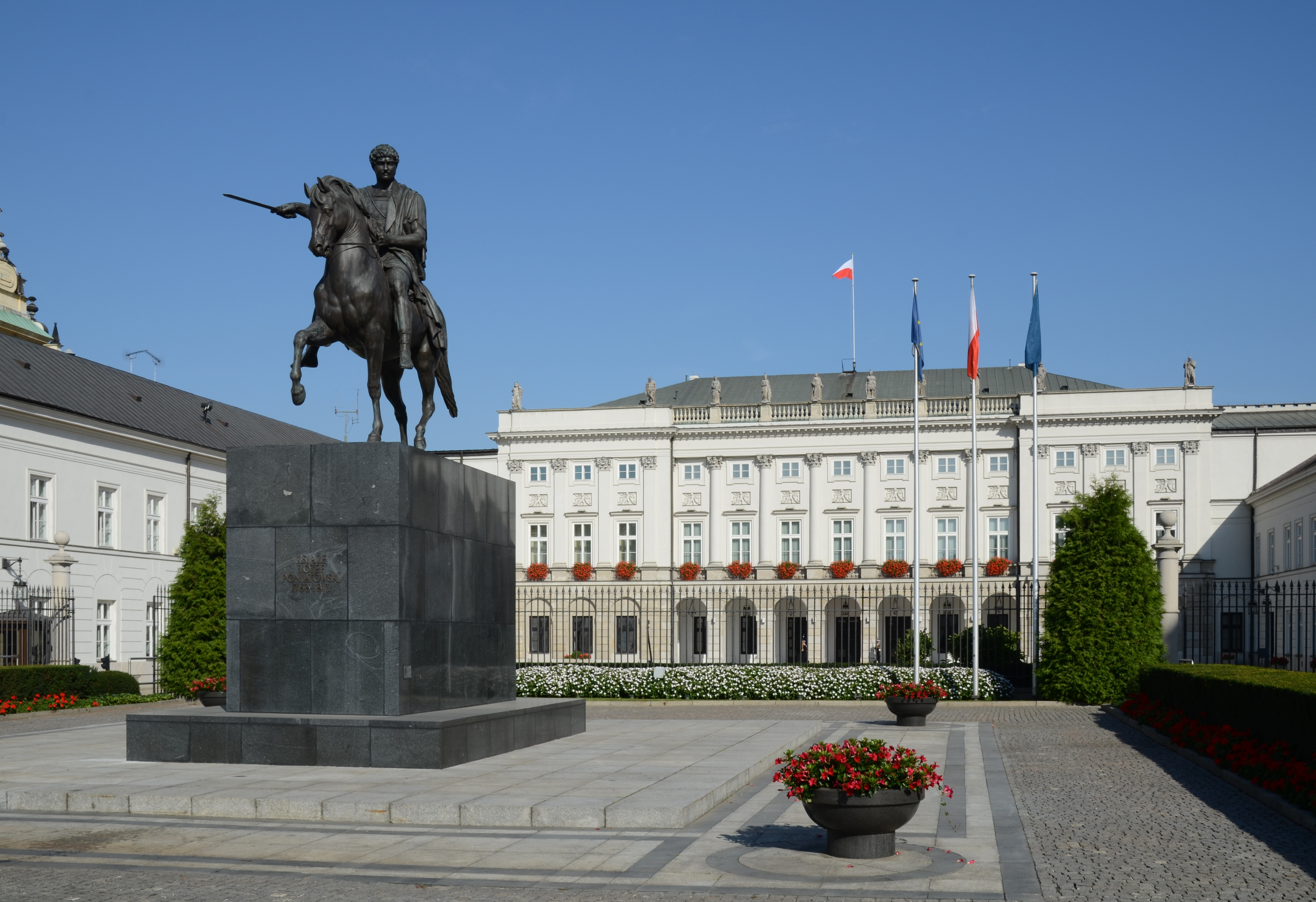
Palazzo presidenziale, Varsavia

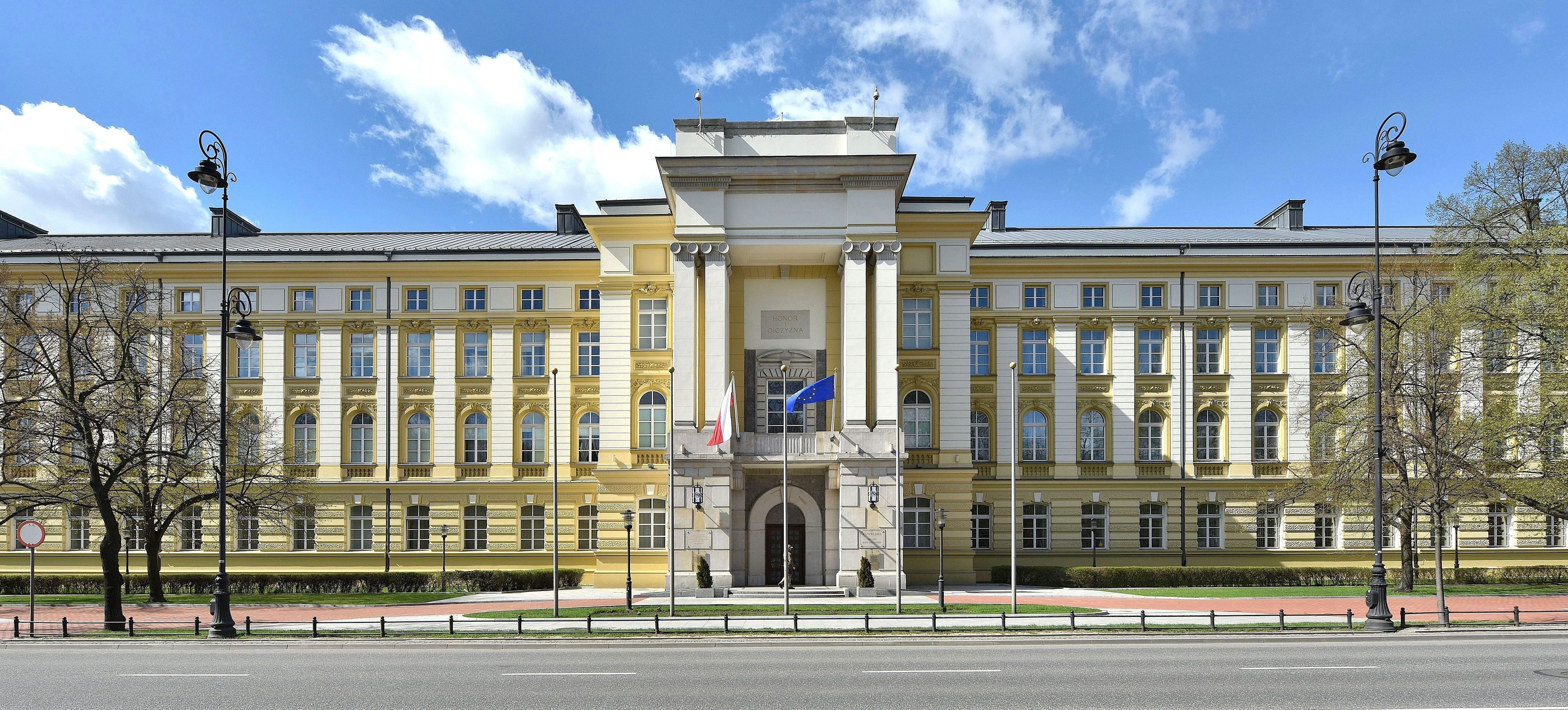
Palazzo della Cancelleria del Presidente del Consiglio dei ministri, Varsavia

- Palazzo del Belweder (Presidente della Repubblica)
- Palazzo presidenziale (Presidente della Repubblica)
- Palazzo della Cancelleria del Presidente del Consiglio dei ministri (Presidente del Consiglio)

### Portogallo
- Palácio Nacional de Belém (Presidente)
- Palácio de São Bento (Primo ministro)

### Regno Unito

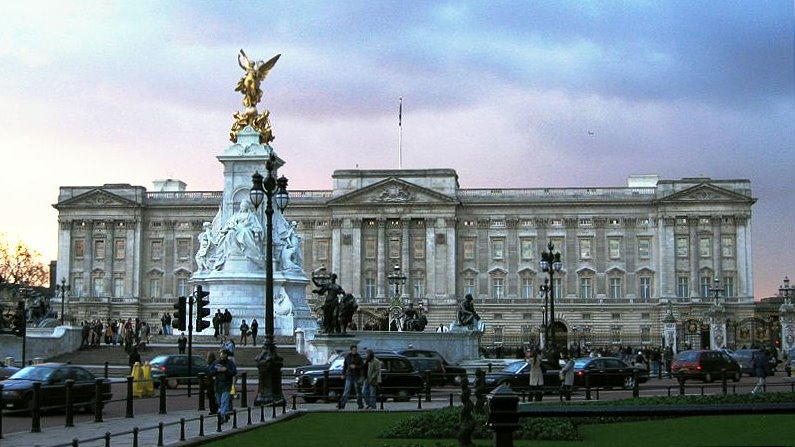
Buckingham Palace, Londra, Regno Unito

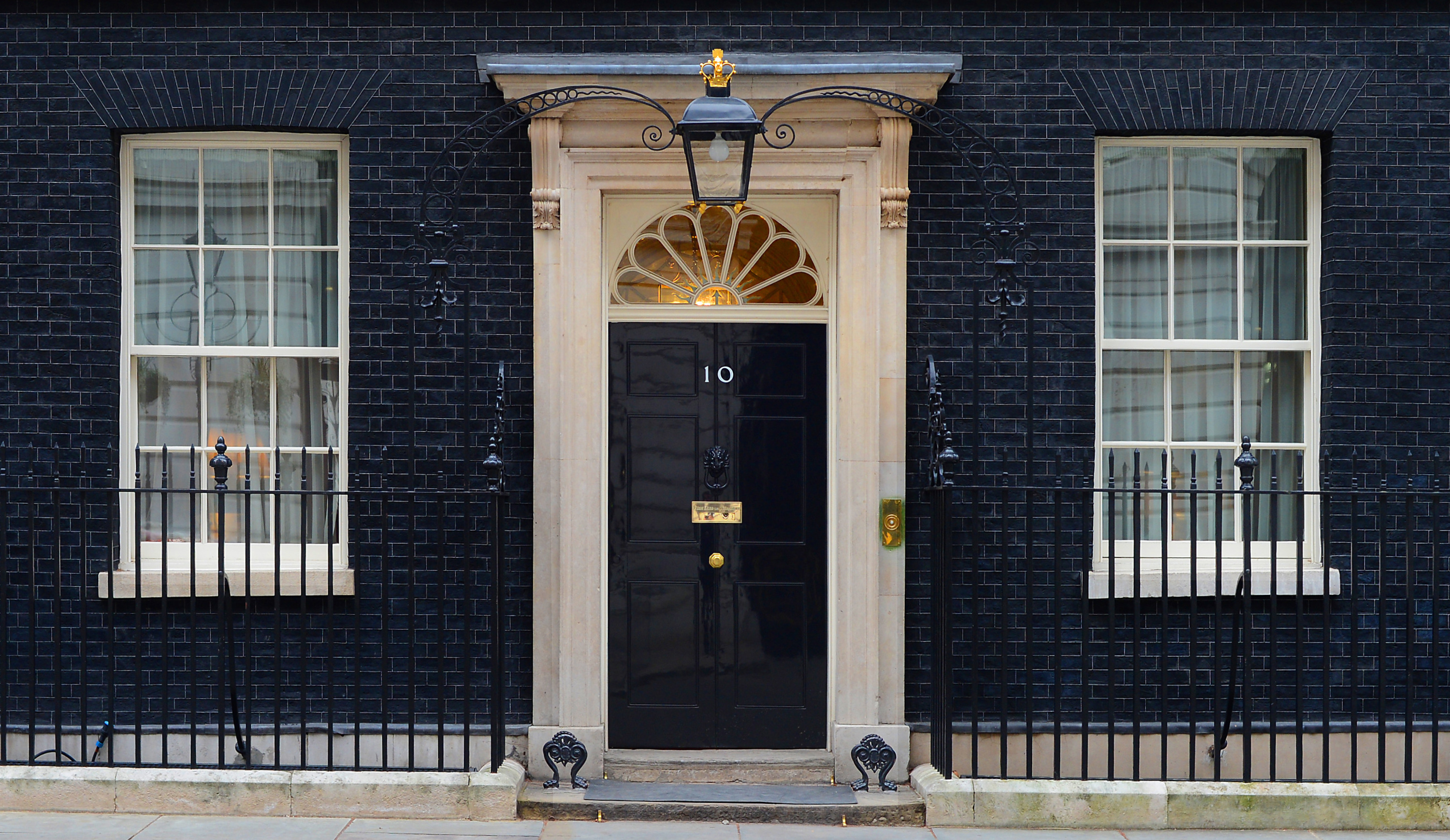
10 Downing Street, Londra, Regno Unito

- Buckingham Palace (Residenza ufficiale londinese di Re Carlo III, del Duca di York e del Principe Edoardo)
- Windsor Castle (Residenza ufficiale)
- Holyrood Palace (Residenza ufficiale del re in Scozia)
- Castello di Hillsborough (Residenza ufficiale del re in Irlanda del Nord)
- Clarence House (Residenza ufficiale del Principe di Galles)
- Kensington Palace (Residenza del Duca di Cambridge, del Duca di Gloucester, del Duca di Kent e del Principe Michele di Kent)
- St. James's Palace (Sede della Royal Court e Senior Palace of the Sovereign, Residenza delle Princess Royal e Princess Alexandra, onorevole Lady Ogilvy)
- 10 Downing Street (Primo ministro, nel suo ruolo di First Lord of the Treasury)
- 11 Downing Street (Cancelliere dello Scacchiere, nel suo ruolo di Secondo lord del tesoro)
- 12 Downing Street (Government Chief Whip, attualmente Office of the Prime Minister)
- Chequers Court (Residenza di campagna del Primo ministro)
- Carlton House Terrace (Cabinet Ministers and Senior Civil Servants, with Number 1 reserved exclusively for the Foreign Secretary)
- Admiralty House (Three Ministerial Flats for use by Ministers of the Crown)
- Chevening House (The official country residence of the Foreign Secretary of the United Kingdom although it may be given by the discretion of the Prime Minister to a Cabinet Minister)
- Dorneywood (Country Residence for the use by a Minister of the Crown nominated by the Prime Minister, by tradition usually given to the Second Lord of the Treasury, the Chancellor of the Exchequer)
- Bute House (Primo ministro della Scozia)
- Lambeth Palace (Arcivescovo di Canterbury)
- Palazzo di Westminster (Appartamenti di stato del Lord Speaker della Camera dei lord e lo Speaker della Camera dei comuni)

#### Ex
- Bridewell Palace (Edoardo VI d'Inghilterra, ex; demolito)
- Carlton House (Principe Reggente, ex; demolito)
- Cumberland House (Enrico Federico di Hannover, ex; demolito)
- Hampton Court Palace (Giorgio III d'Inghilterra, ex; oggi un museo)
- Kew Palace (Vittoria del Regno Unito, ex; oggi un museo)
- Marlborough House (Elisabetta II d'Inghilterra, ex; sede del Commonwealth Secretariat)
- Palace of Placentia (Carlo II d'Inghilterra, ex; demolito)
- Queen's House (Anna di Danimarca, ex; oggi un museo)
- Richmond Palace (Carlo I d'Inghilterra, ex; demolito)
- Torre di Londra (Carlo I d'Inghilterra, ex caserma e prigione; oggi un museo)
- Palazzo di Westminster (Enrico VIII d'Inghilterra, ex; oggi sede del Parlamento del Regno Unito)
- Palazzo di Whitehall (Giacomo II d'Inghilterra, ex; demolito)

### Romania
- Palazzo Cotroceni (Presidente)
- Palazzo Elisabeta

(Custode della corona rumena)

### Serbia

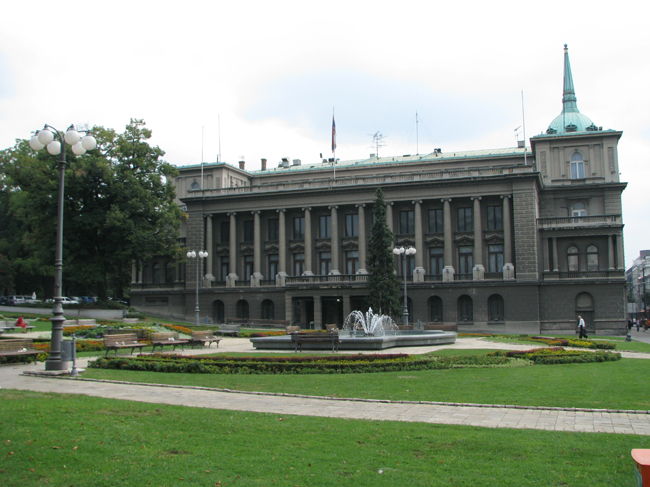
Novi Dvor (New Palace), Belgrado, Serbia

- Novi Dvor (Nuovo palazzo) (Presidenti della Serbia)
- Beli Dvor (Palazzo bianco) (Principe della Corona)

#### Ex
- Old Palace (Re, ex; oggi sede dell'Assemblea comunale di Belgrado)

### Slovacchia

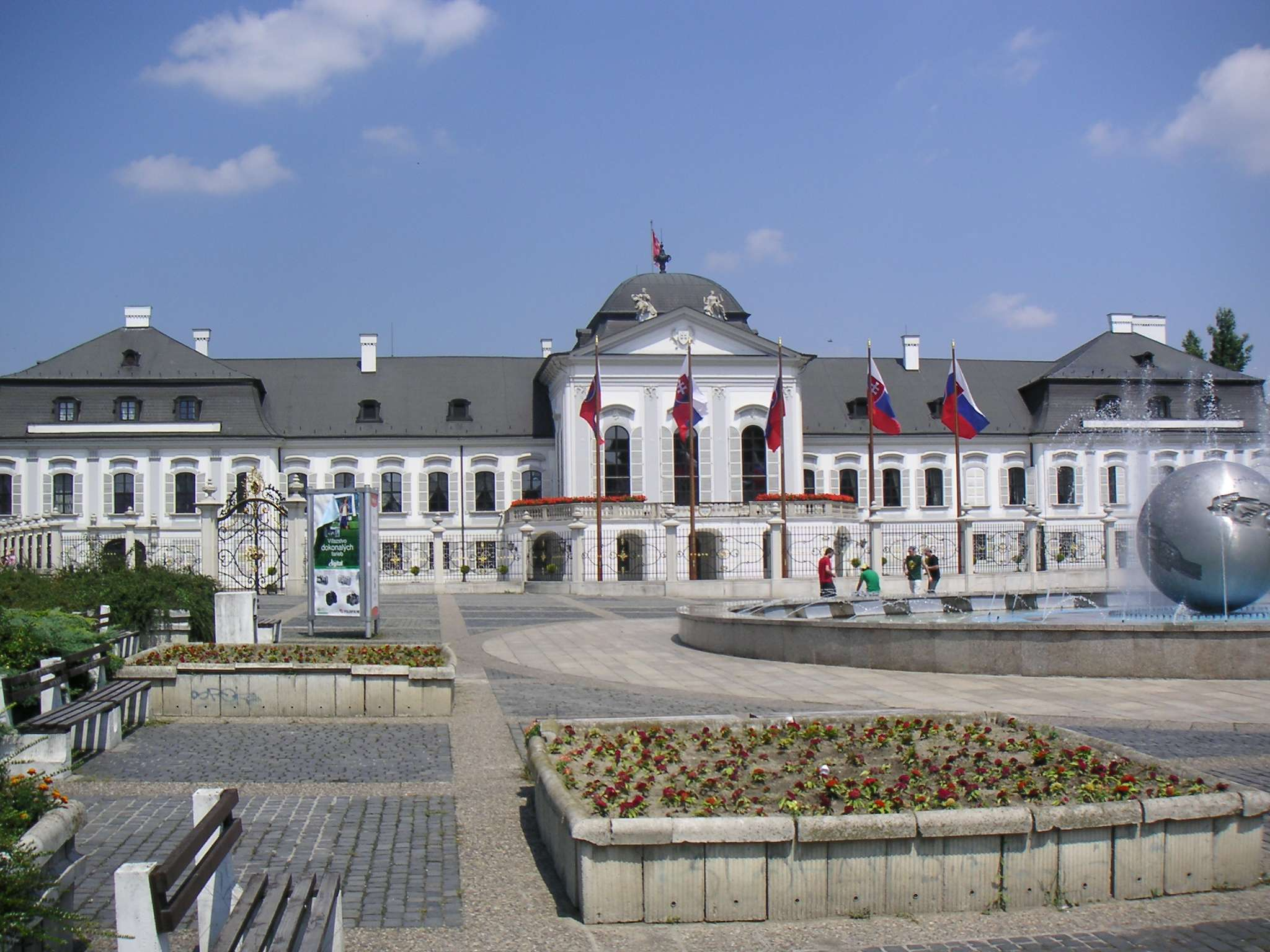
Grassalkovich Palace, Bratislava, Slovacchia

- Grassalkovich Palace (Presidente)

### Slovenia
- Palazzo del Governo e Ufficio del Presidente

### Spagna

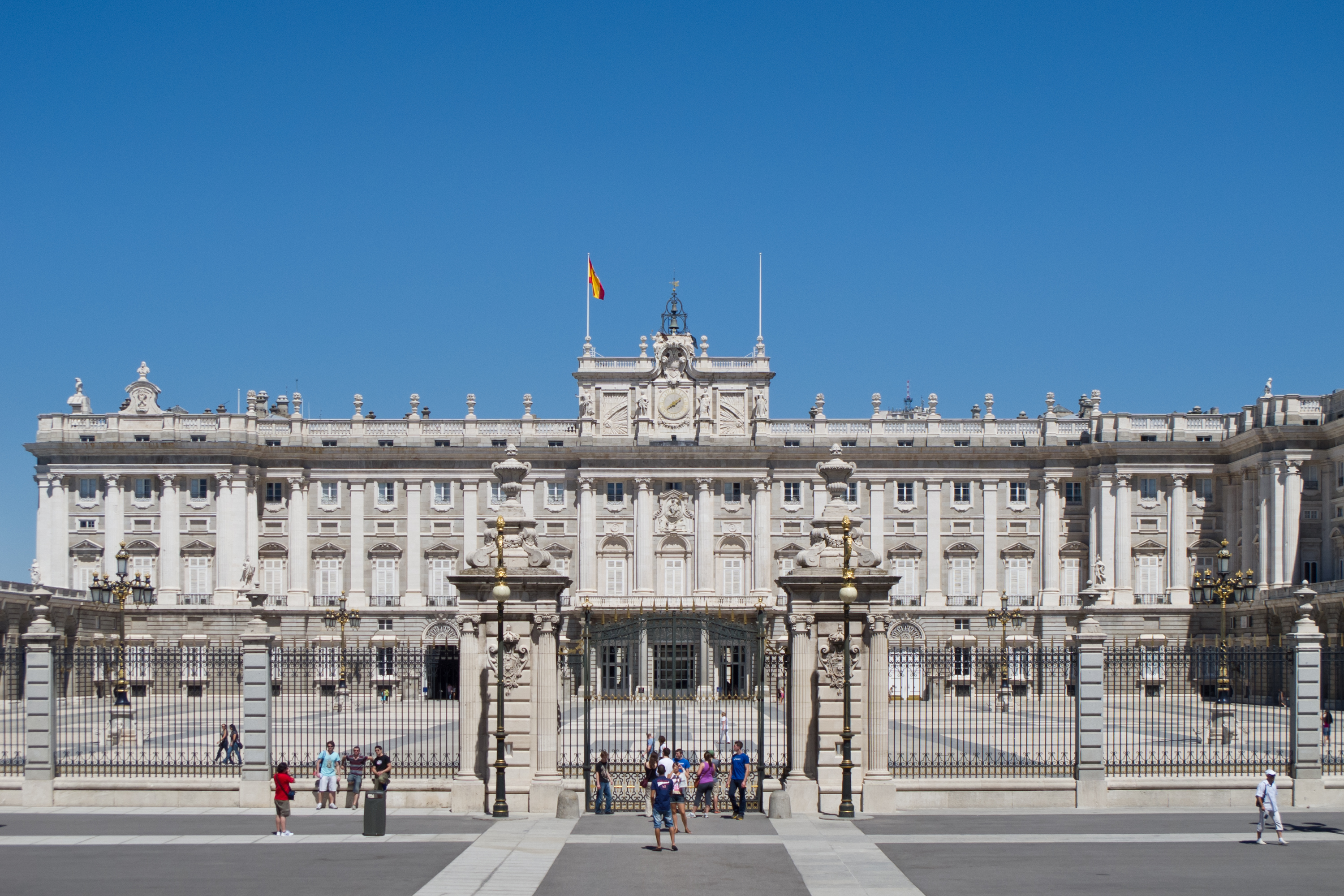
Palacio Real, Madrid, Spagna

- Palacio Real de Madrid (residenza ufficiale del Re di Spagna, usata soltanto per cerimonie di Stato e atti solenni. Sito nel centro di Madrid)
- Palazzo della Zarzuela (residenza privata del re, ma anche suo ufficio. Sito pochi chilometri fuori dal centro di Madrid)
- Palazzo de las Marismillas (residenza ufficiale del presidente del governo a Almonte, Andalusia).[2]
- Palacio de Marivent (residenza estiva del re a Maiorca)
- Palazzo de l'Almudaina (residenza estiva del re a Maiorca)
- Alcázar di Siviglia (residenza ufficiale del re in Andalusia)
- Palacete Albéniz (residenza ufficiale del re in Catalogna a Barcellona)
- Palazzo della Moncloa (residenza ed ufficio del Presidente del Governo, e sede del Governo spagnolo.)
- Palacio de El Pardo (per ospiti stranieri; fu residenza ed ufficio dell'ex dittatore Francisco Franco.

### Svezia
- Palazzo Reale (re)
- Drottningholm Palace (re)
- Strömsholm Palace (re)
- Rosersberg Palace (re)
- Ulriksdal Palace (re)
- Palazzo Rosendal (re)
- Tullgarn Palace (re)
- Castello di Gripsholm (re)
- Sager House (Primo ministro)

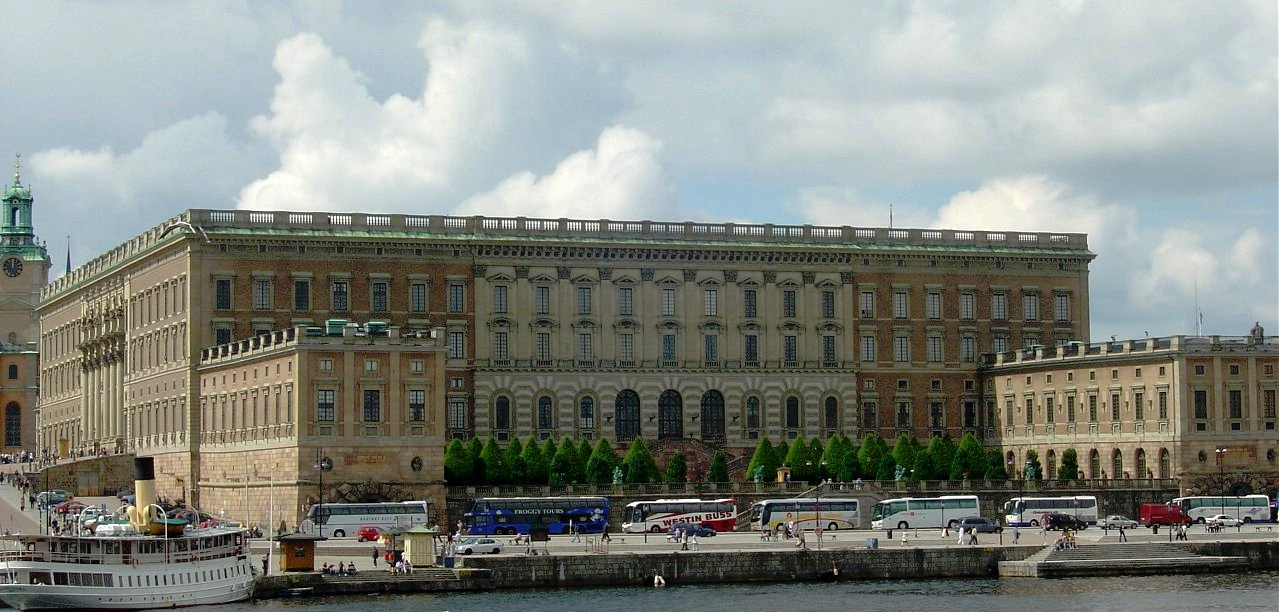
Palazzo Reale, Stoccolma, Svezia

- Harpsund (Primo Ministro, residenza estiva)

### Svizzera
- Palazzo Federale (Consiglio federale)

### Ucraina
- Palazzo Mariinskij (Presidente)
- Casa delle Chimere (Presidente)
- Casa della vedova piangente (Presidente)
- Palazzo Massandra (Presidente)
- Palazzo Potocki (Presidente)

### Ungheria
- Palazzo Sándor (Presidente)
- Chiesa carmelitana di Buda (Primo ministro)

#### Ex

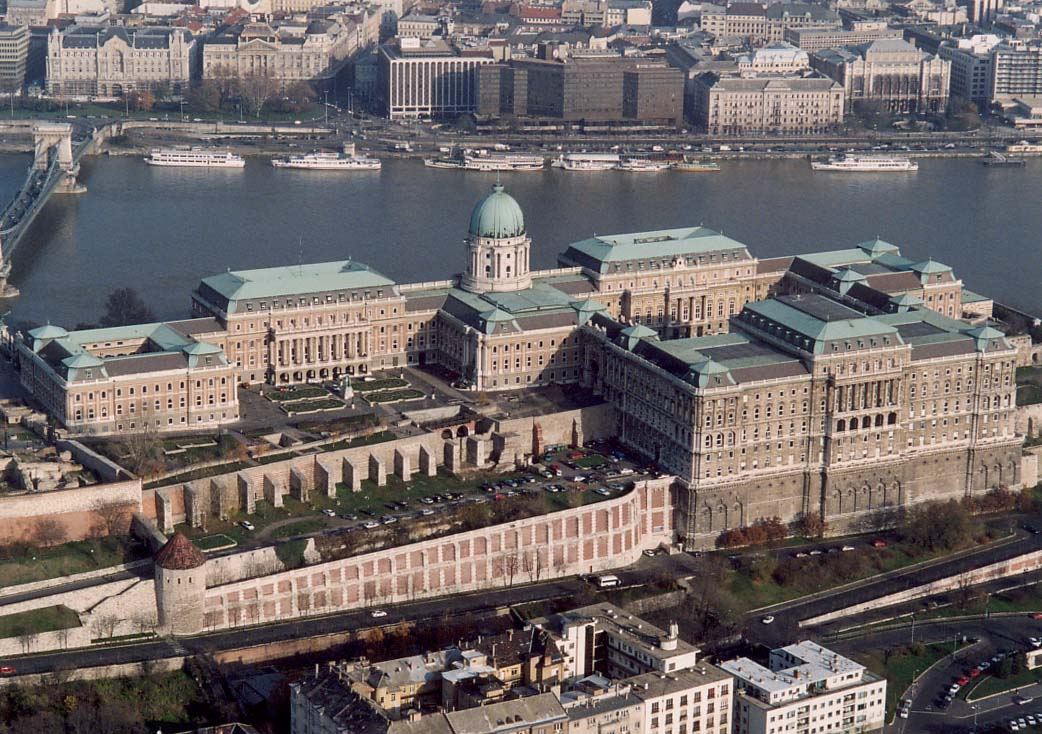
Castello di Buda, Budapest, Ungheria

- Castello di Buda (Re, ex; oggi Museo storico di Budapest e Galleria nazionale ungherese)

## Oceania

### Australia

#### Federale
- Government House (Governatore generale)
- Casa dell'Ammiragliato (Governatore generale, residenza di Sydney)
- The Lodge (Primo ministro)
- Casa Kirribilli (Primo Ministro, residenza di Sydney)

### Isole Cook
- Government House (Queen's Representative)

### Isole Figi
- Government House (Presidente)

### Nauru

#### Former
- State House (Presidente, ex; oggi prigione anti immigrazione)

### Nuova Zelanda
- Government House (Governatore generale)
- Government House (Governatore generale, residenza ad Auckland)
- Premier House (Primo Ministro)

#### Ex
- Old Government House, Auckland

### Papua Nuova Guinea
- Government House (Governor-General)

### Samoa
- Government House (O le Ao o le Malo)

### Isole Salomone
- Government House (Governor-General)

### Tonga

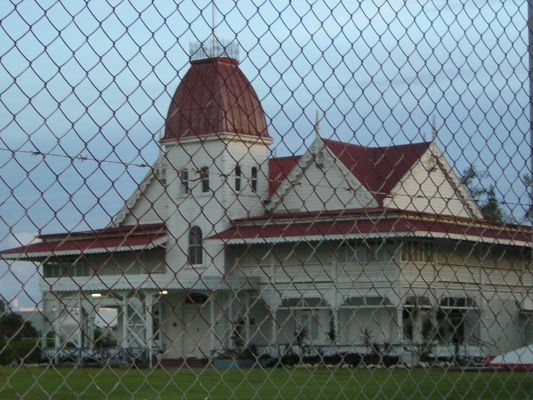
Palazzo reale di Tonga, Nukuʻalofa, Tonga

- Palazzo reale di Tonga (Re di Tonga)

### Tuvalu
- Government House (Governor General)

### Vanuatu
- State House (Presidente)